# 塔

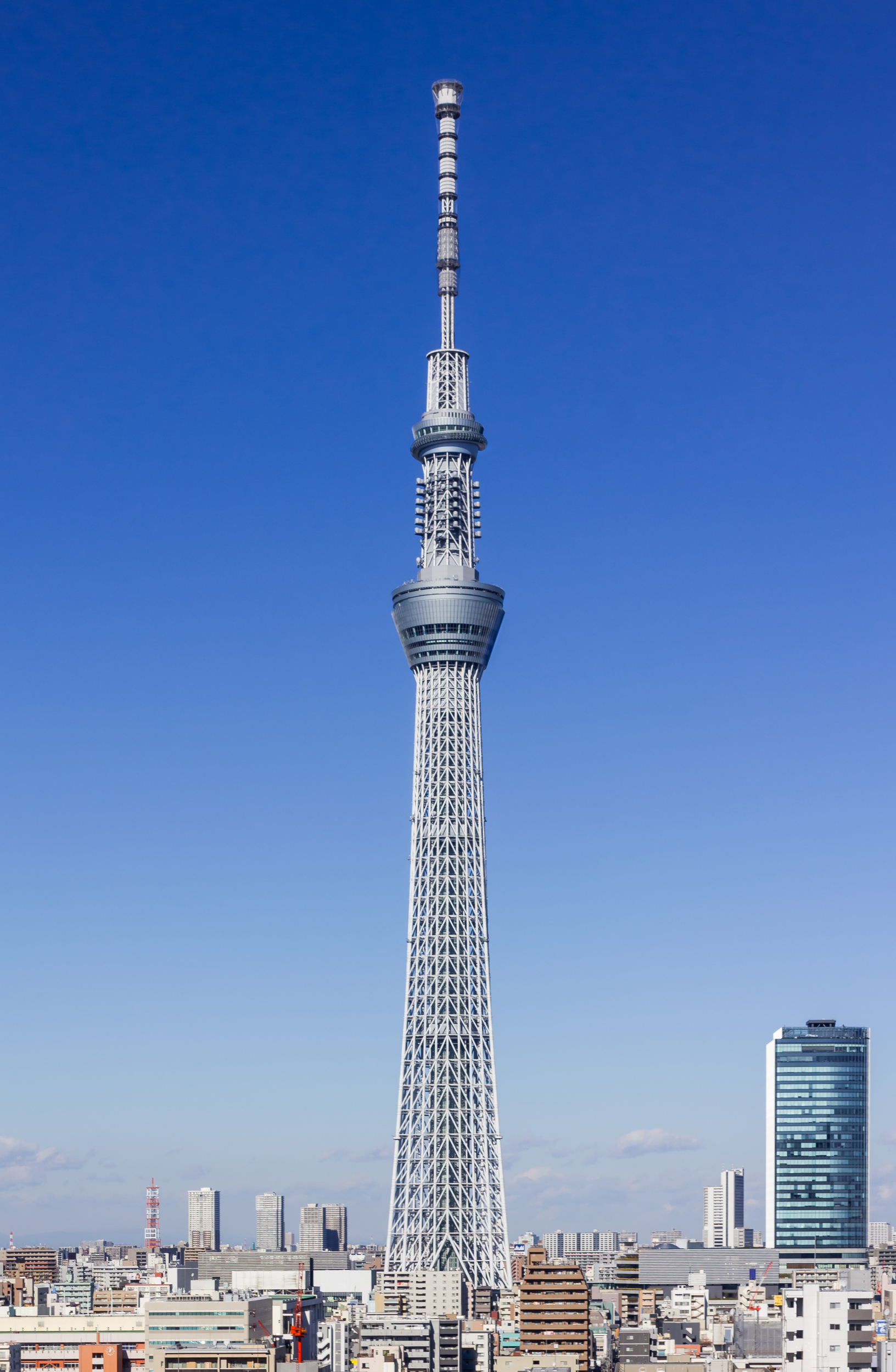
東京都に存在する世界で一番高い"塔"、東京スカイツリー

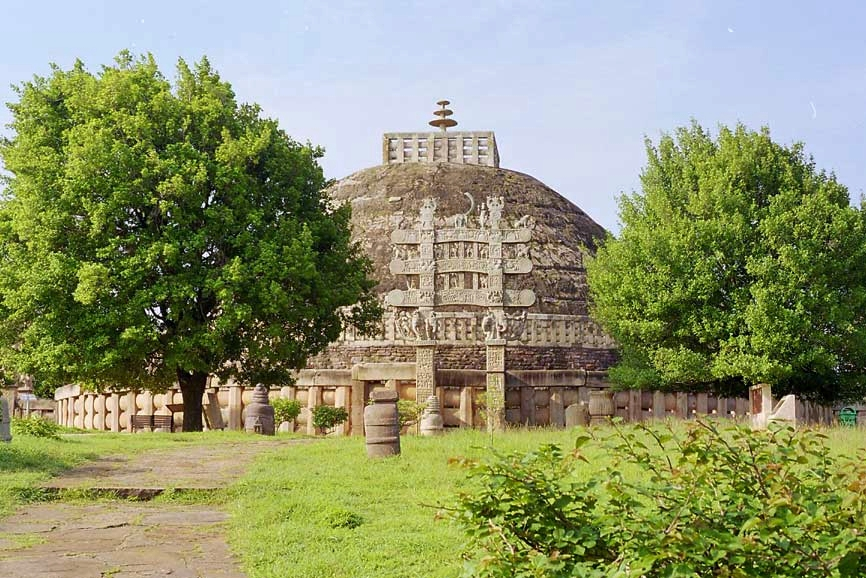
「塔」の起源であるサーンチーのストゥーパ

塔（とう）は、接地面積に比較して著しく高い構造物のことである。

## 定義と語源
日本語の「塔」は、もともと仏教の構造物である仏塔を意味していたが、現代では様々な比較的高い構造物（塔状構造物）に対しても使用されており、建築基準法によって厳密な定義はされていない。

### 「塔」の語源
日本語の「塔」の語源はサンスクリット（梵語）の स्तूप （stūpa、ストゥーパ、意味： heap、…を積み上げる、蓄積する）に求められる。この語は古代インドにおいて、饅頭型に盛り上げた土の塚のことをも指すようになっていたが、仏教には今日で言うところの「卒塔婆」の意味で採り入れられた。stūpa は中国で「窣堵坡（古代中国語の発音 [*suːdtaːʔpʰaːl]）」と音写漢訳され、やがて「窣（卒）」が脱落して「堵坡（塔婆）」に変化したと考えられている。ただし、「堵坡（塔婆）」はサンスクリット stūpa のパーリ語形である tūpa （トゥーパ）が音写漢訳されたものとの説もある。「塔」は、そのいずれかの形からさらに省略され、1文字で表されるようになったものである（現代中国語の発音は「ター、拼音: tǎ」）。
日本では古神道における神奈備（かみなび）や磐座信仰（いわくらしんこう）が石塚信仰となり、仏塔と結びつき供養塔となった。墓の場合もあるが、祈念や祈願として「そこに宿る命」が荒ぶる神にならぬように、慰霊や鎮魂として祀ったものであり、五重塔などを模したものも多いが、ただの石版の場合もある。また祀られるものも食料として捕獲した魚や鯨であったり、包丁や人形などの器物（道具など）のものもあり、森羅万象に命が宿るとする神道の観念に基づくものとなっている。
日本における「塔」は、江戸時代までは、仏教寺の構造物のみを指す言葉として使用されていた。したがって、江戸時代前後の高層建造物、例えば、吉野ヶ里遺跡で再現される古代の櫓（やぐら）や中世の城郭建築に見られる天守を一般に「塔」と呼ぶことはないが、形式では塔のように建てられたものを層塔型と言うことがある。
しかし、明治以降に入ってきた西洋建築物の構成していた構造物の tower の対訳語として「塔」が使われるようになる。電波送信の高いアンテナや送電のための構造物も「塔」の字があてられるようになった。したがって、現在の「塔」の用法に厳密な定義が存在するわけではない。
なお、塔の助数詞は「基」であるが、これも仏塔由来と考えられる。また、助数詞として「層」なども使われることがある。

### tower の語源
英語 tower （[ˈtaʊ.ə(ɹ)]、タウア〈慣用的な日本語表記：タワー〉）は、ドイツ語の Turm （トゥルム）やフランス語の tour （トゥール）、イタリア語 torre （トッレ）などと同様、ラテン語 turrem （トゥルレム）＜ turris （トゥルリス、意味： high structure、palatium、arx、高層建造物、（古代ローマの七つの丘の）大宮殿、城塞)に由来する。それはさらに古く、古代ギリシア人がエトルリア人を指して呼ぶところの Τυρρήνιοι (Turrēnoi、英: Tyrrhenians、テュレニア人）という言葉に起源を見ることができる。また、漢字の「塔」と同様にサンスクリット語の stūpa との関連性が指摘されることもあるが、定かではない。

## 古代の塔

### オリエント文明

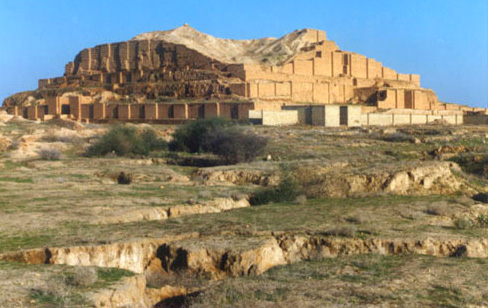
チョガー・ザンビール遺跡のジッグラト（紀元前2000年頃か）

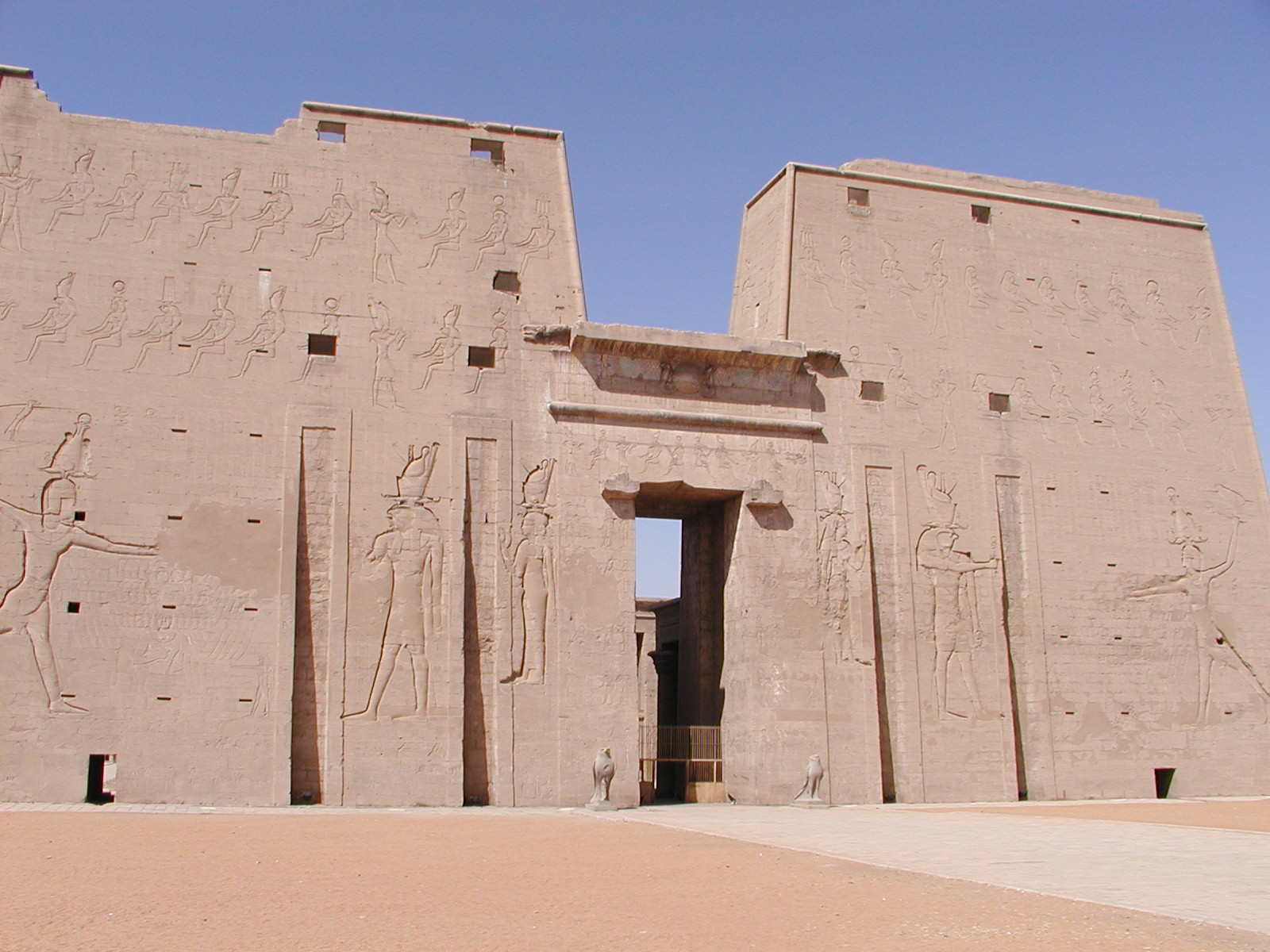
エドフ神殿のパイロン
（紀元前2世紀頃の造営か）

古来から人類は高いものへの憧憬や畏敬の念を抱いてきた。古代から中世にかけての塔状構造物にはメソポタミアのジッグラトや古代エジプトのピラミッドやオベリスク、さらに中世の教会堂の鐘楼などがあるが、これらはいずれも石や煉瓦を塊状に積み上げた塊状構造である。
塔の歴史は監視塔や宗教塔から始まったといわれている。

#### イェリコの監視塔
確認できる世界最古の塔は死海の北方約9kmに位置する古代都市イェリコにあった監視塔である。イェリコは紀元前8000年頃の世界最古の集落とされており、約4haの面積に人口約2000人が生活していたとされている。イェリコは年間を通じて温暖で豊富な湧水から食料資源も豊かであったため、周辺の平原や山岳地帯に暮らす未開民族の標的にされていた。そのためイェリコでは住居群の周囲を石造りの防御壁で囲み、防御壁の内側には監視塔がたてられていた。集落跡には現在でも直径10mほどの円塔が9mの高さまで残存しているが、この監視塔（望楼）がどのくらいの高さであったかは分かっていないものの明らかに監視目的で建てられたものであった。

#### ジッグラト
イェリコの防御壁や監視塔はシュメール文明のジッグラトに引き継がれた。この地は年間降水量が少なく、農業用水をチグリス川とユーフラテス川に依存していたが増水の時期や水量が不規則で常に氾濫の危険にさらされていた。また、地形も開放的であったため、周辺の山岳民族や遊牧民族に侵入される危険性も高かった。このような環境から周辺環境の変化を把握するための大型の監視塔（情報塔）が作られた。
初期のシュメールのジッグラトは洪水を見張るための監視塔として建設されたが、のちに史上最古の宗教塔へと変容した。紀元前4000年から3400年頃になるとシュメール文明では労働の分化や階層の分化が生じ、煉瓦の大神殿が築かれるようになった。シュメールの各都市国家では、それぞれの守護神のもとに神権政治が行われていたが、主神殿は次第に高い位置に建立された。人工的な丘に設けた層状の基壇上に神殿が設けられ、このような丘は人工の聖なる丘「ジッグラト」と呼ばれるようになった。
高塔建築の原型の一つとして著名なものに紀元前2100年頃の「ウルの第三王朝のジグラット」がある。ウルの第三王朝のジグラットは3層の基壇からなり、最上層に月の神ナンナルの拝殿が建てられていた。各層の表面は焼成煉瓦、内部は土と日干し煉瓦で築かれ、テラスには樹木が植栽されていた。
さらに紀元前562年には新バビロニア王国のネブカドネザル王がジグラットを再建したが、その淵源はウルのジグラットにあるといわれている。旧約聖書の『創世記』には、町と塔を建てて、その頂きを天に届かせようとする野望の実現と、それに対して主の与えた罰の寓話である、バベルの塔が登場する。このバベルの塔のモデルはネブカドネザル王のジグラットであるとする説がある。

#### 古代エジプトのパイロン
古代エジプトでは、神殿の門が2つの塔に挟まれたかたちをとっていた。
この形式をパイロン（塔門）と呼ぶが、現在でもルクソール神殿やエドフ神殿など主な神殿遺跡でそれらを確認することができる。
また、古代ギリシア人が「オベリスク」と呼び、後世、ヨーロッパ社会でモニュメントとして転用されることともなる、四角錘の記念塔が神殿の入り口などに設置された。
これは太陽神信仰と関係し、聖なる石「ベンベン」が発展したものとも考えられている。

### 地中海文明

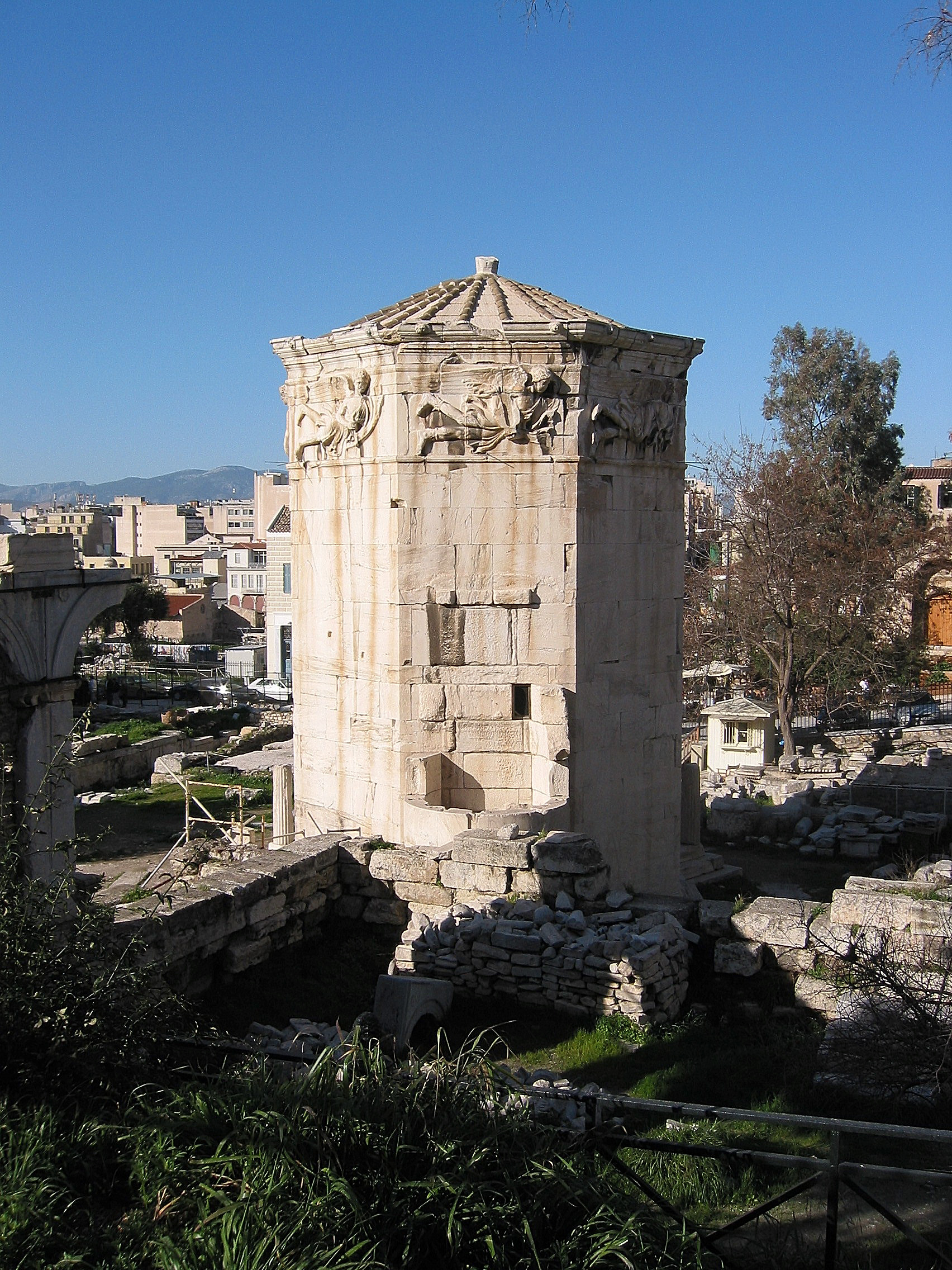
風の塔(アテネ, BC1世紀)

#### 古代ギリシア
古代ギリシアやヘレニズム期の地中海地方では、灯台や見張塔を除いてあまり塔は造られなかった。
世界の七不思議にも数えられるアレクサンドリアの大灯台（紀元前3世紀頃）が建てられたのはこの時代である。灯台の全高は約134m。大理石造りであった。この塔は1,650年余の長きを地中海に臨む一大建築物であったが、14世紀に2度の地震に遭って崩壊したのを機に要塞建設の資材に転用されるかたちで消滅した。また、紀元前1世紀にはローマの影響下にあったアテナイに、時計塔としても使われた風の塔が建設されていることからも分かるように、決して塔建築がなかったわけではない。

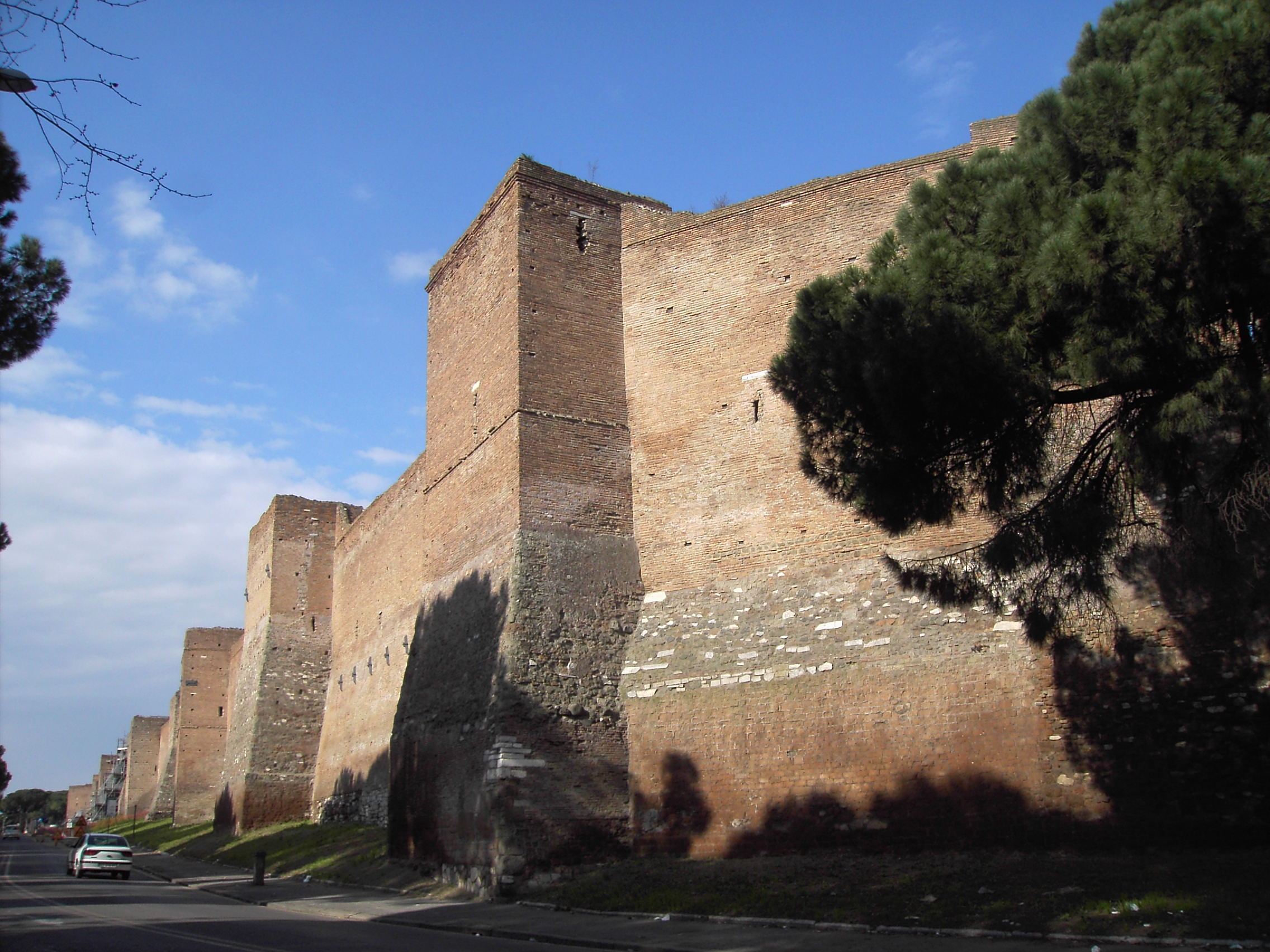
アウレリアヌス城壁(ローマ, 3世紀)

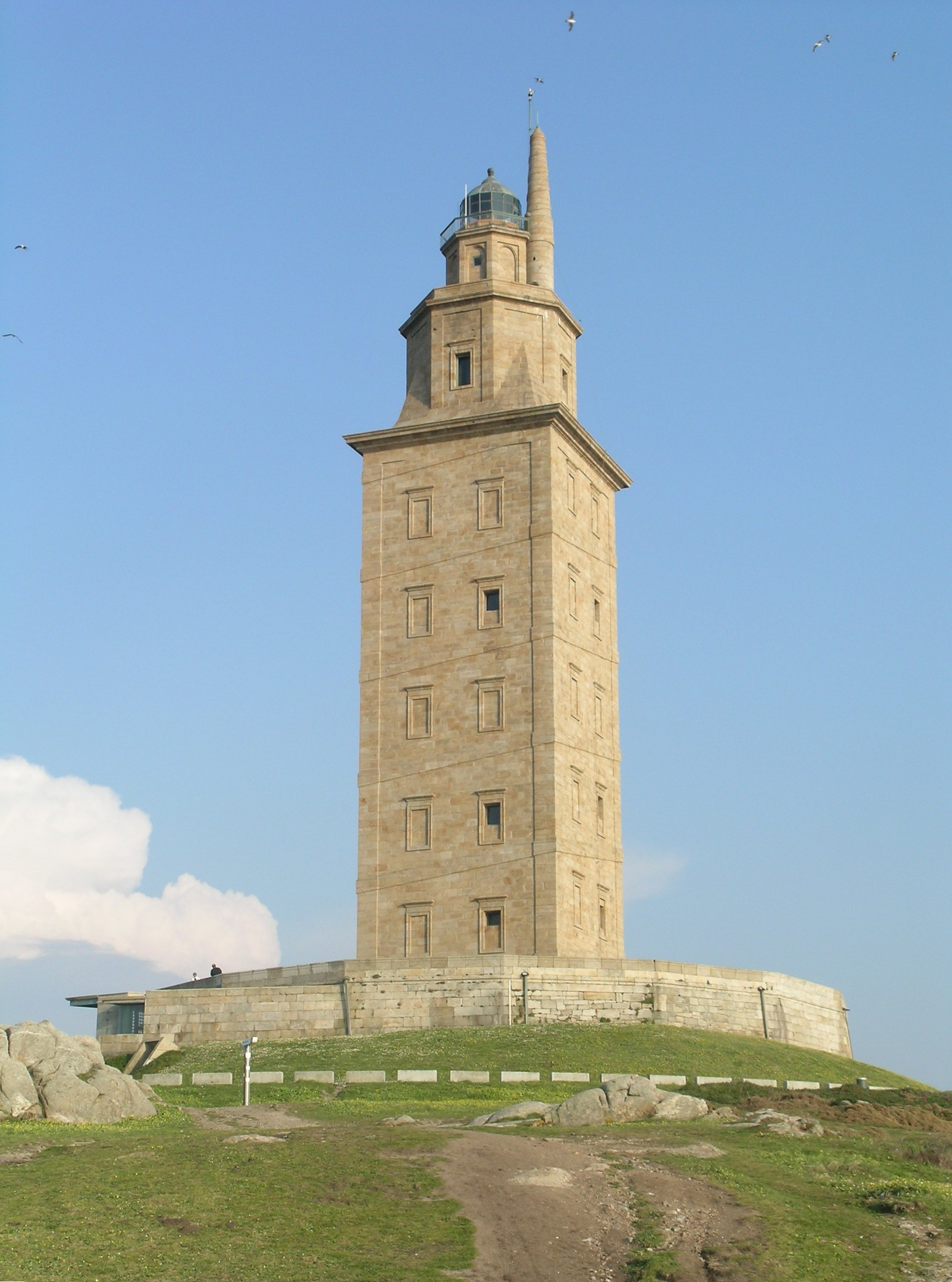
ヘラクレスの塔(スペイン, 2世紀)

#### 古代ローマ前期（王政ローマ・共和政ローマ期）
古代ローマがイタリア中部で建国され、ローマ人はイタリア南部のサムニウム人、シチリア（マグナ・グラエキア）のギリシア人、イタリア中部のエトルリア人、イタリア北部（ガリア・キサルピナ）のガリア人などの土地を併合し領土を拡大していった。その過程で得たエトルリアやギリシアの高度な建築技術も取り入れて古代ローマの建築技術は発展していった。また第二次ポエニ戦争ではローマの領土深くまでカルタゴ軍に蹂躙され、内乱の一世紀には内戦で国土が荒廃した。この時期、都市は自己防衛のため城壁で囲まれた城郭都市となるところもあった。またローマ軍団もその駐屯地を防塁で囲っていた。城壁や防塁の角や出入り口（城門）には、一時的であれば櫓が、恒久的な使用を見込めるものであれば塔が配置された。この時期の首都ローマは全周11kmのセルウィウス城壁により守られていた。また、戦場では移動式の木製攻城塔が使われることもあった。

#### 古代ローマ後期（帝政ローマ期）
古代ローマの全盛期になると、もはや侵入できる外敵が存在しなくなり、都市機能の拡大に合わせて城壁を拡大していく必要がなくなった。ローマ帝国の防衛は国境線に築かれた防壁リメス並びに軍団および補給物資を迅速に投射できるローマ街道などの輸送路の維持によって行われていた。しかしながらローマ帝国が衰退する4世紀頃以降、ゲルマン人の侵入に対抗するため都市に城壁（囲壁）を築いて防衛する必要性が生じた。ローマ帝国最盛期には城壁を持たなかった首都ローマも、定間隔で監視塔を組み込んだ全周約19km・高さ8m・厚さ3.5mのローマン・コンクリートで造られたアウレリアヌス城壁で防御されることになった。
このように、ローマ人が塔を築くのはひとえに軍事上の目的からであり、国家の拡大期に、また、常に異民族との衝突が予想される国境地帯では盛んに建設されている。

## 西洋の塔

### 城郭建築と塔

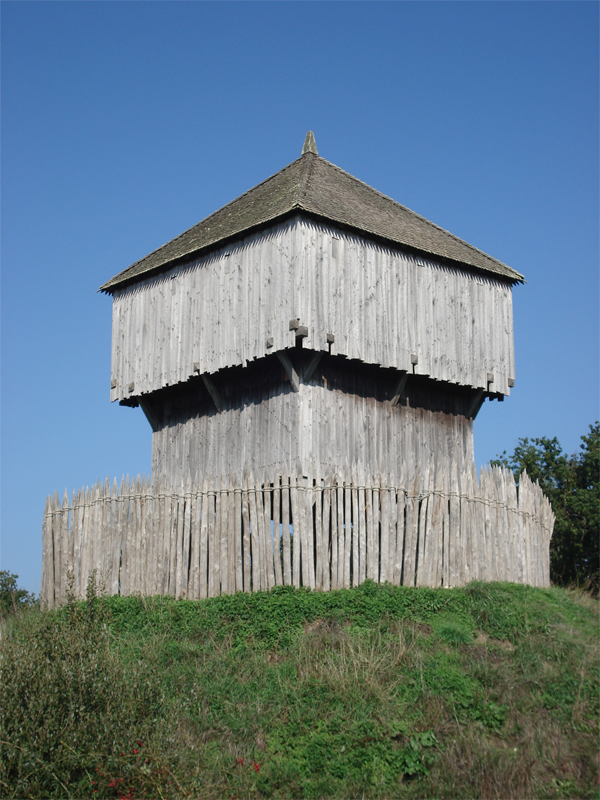
Saint-Sylvain-d'Anjou城の木造キープ

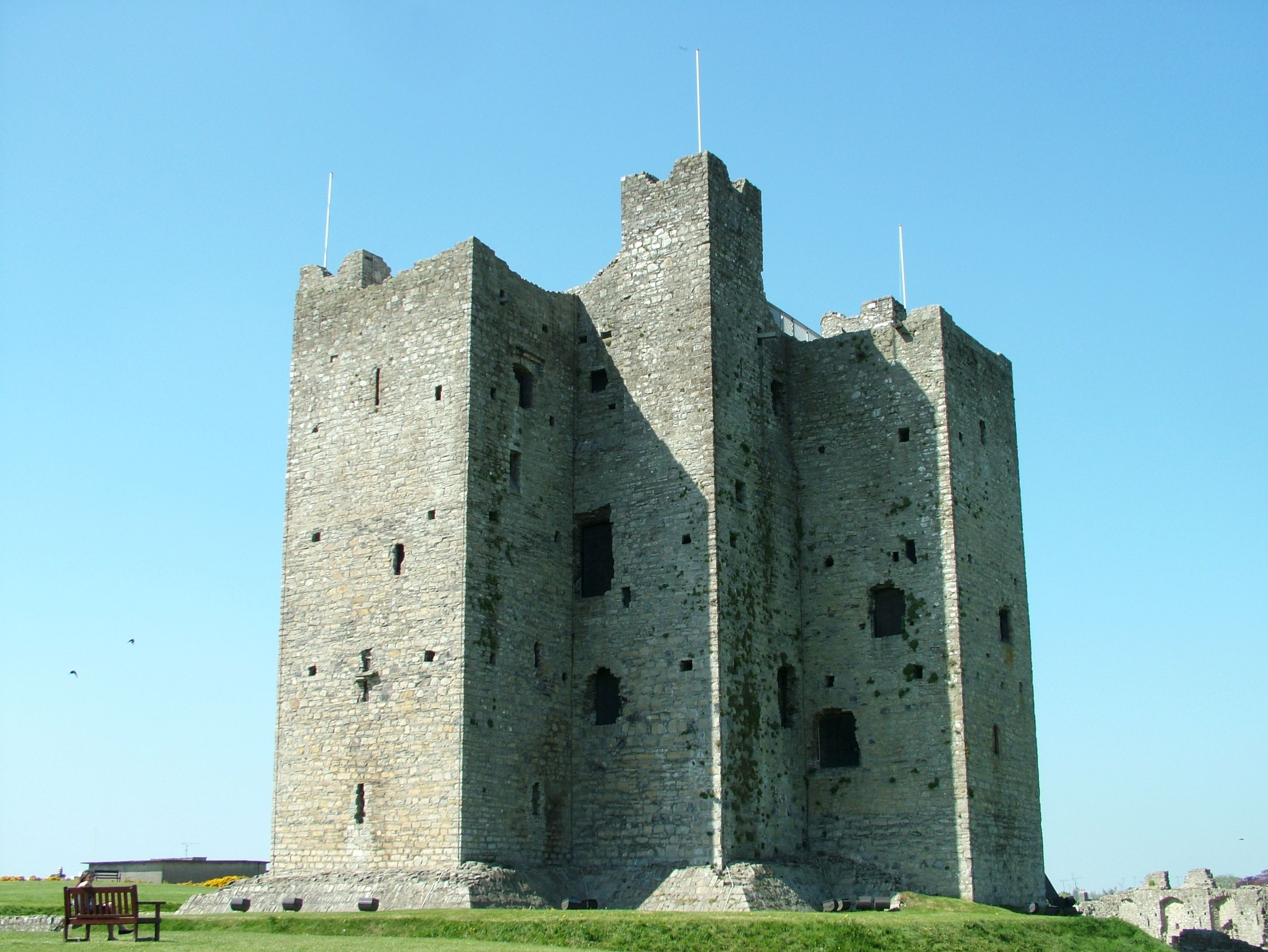
トリム城のキープ(アイルランド, 12世紀)

西ローマ帝国の消滅後、古代ローマの建築技術は急速に失われ、土塁並びに木造の塔や柵が再び主流をなす時代が訪れた。中世初期、ローマに変わり地中海の支配権を手中にしたサラセン人の襲来を監視するための見張塔が、地中海沿岸に盛んに建てられるようになった。
10世紀、三圃式農業などの農業技術革命による生産力の上昇に伴い人口の増大と富の蓄積が始まると、それらを守るための施設を作り維持する社会的余裕も生まれた。またカロリング朝フランク王国が衰退・分裂して中央の支配力が緩みだし、ノルマン人やマジャール人の侵入が激しくなると、各地の領主は半ば自立して領地や居舘の防備を強化しはじめた。当初は居館と附属施設の周りに直径50mほどの屏を作り、濠を掘る程度だったが、10世紀の終わり頃から城と呼べる建築物を作るようになった。これらの多くは木造の簡易なもので、代表的な形態がモット・アンド・ベーリー型の城である。平地や丘陵地域の周辺の土を掘りだして、濠(空濠が多かった)を形成し、その土で小山と丘を盛り上げた。小山は粘土で固めてその頂上に木造または石造の塔(キープ)を作った。
11世紀には、天守や外壁が石造りの城が建築されるようになる。石造りの城壁には四角い塔が取り付けられ、壁を守る形になった。12世紀の十字軍の時代には、中東におけるビザンティン、アラブの技術を取り入れ、築城技術に革新的変化がみられた。集中式城郭と呼ばれる城は、モットの頂上に置かれた石造りの直方体の天守塔（キープ）が、同心円状に配置された二重またはそれ以上の城壁で守られていた。内側に行く程、壁を高くして、外壁を破られても内側の防御が有利になるよう工夫されている場合もあった。12世紀後半には十字軍が中東から学んだカタパルト (投石機)が使われるようになる。投石機は50kgの石を200m余り飛ばすことが出来るものもあり、14世紀末に大砲にその役が取って代わられるまで城攻めの中心的兵器であった。この投石機より飛来する石弾の衝撃を逸し吸収するため、直方体の塔は多角形を経て円筒形になり、また壁の厚みも増していった。

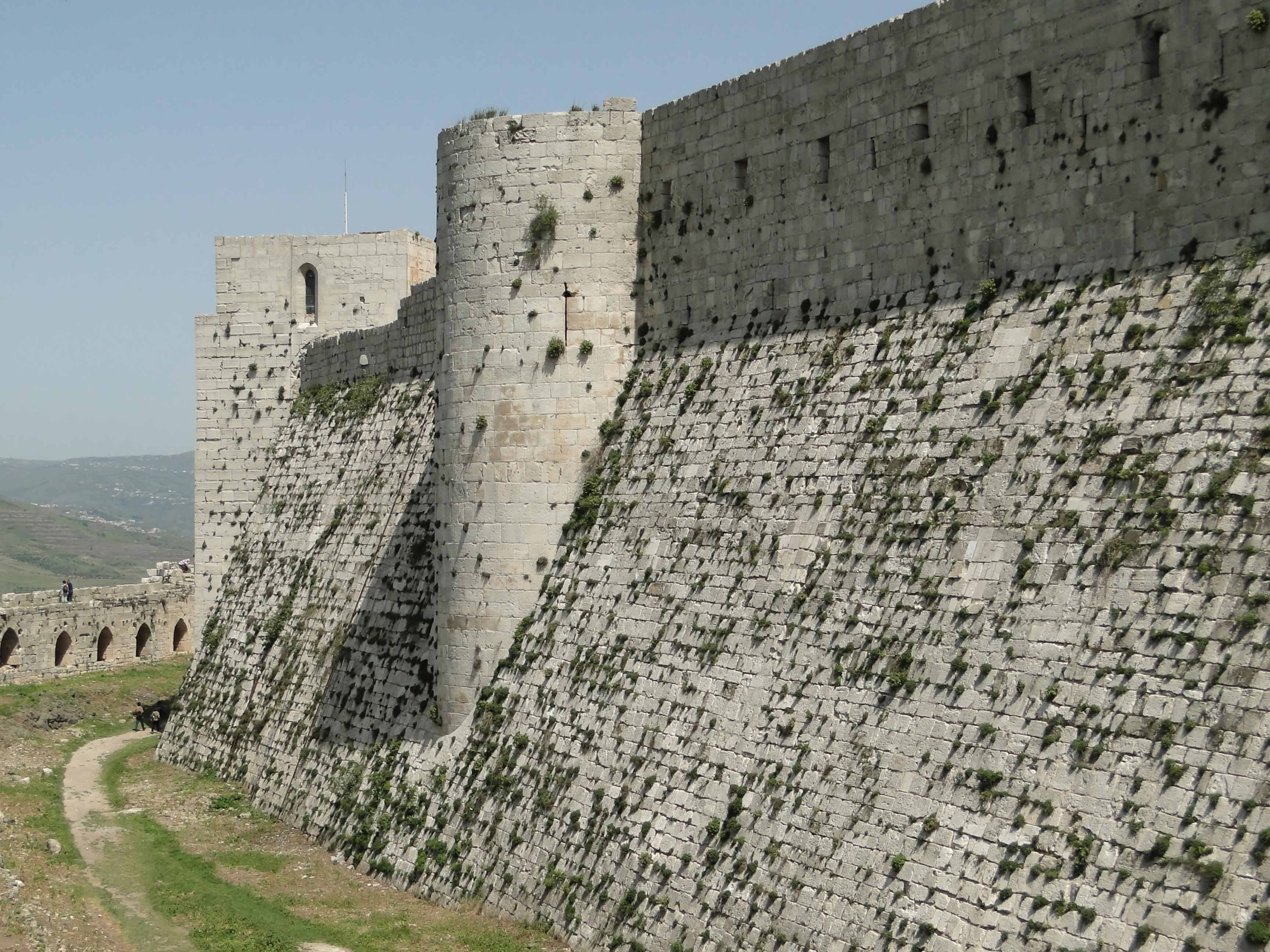
クラック・デ・シュヴァリエ城の側防塔(シリア, 12世紀)

12世紀後半になり、塔や城壁に胸壁を設けてクロスボウを用いて反撃を行うようになった。城壁には壁面から突出する半円形の塔（側防塔）を配し、そこに胸壁や銃眼を設けることで城壁に取り付く敵兵に左右から射掛けることが可能となった。こうして城の軍事的機能の中心は天守塔（キープ）から側防塔を配した城壁に移行していった。ついには、城とは強固な城門（ゲートハウス）と側防塔を配した城壁そのものとなり、城壁に内接する形で居住スペースなどの建物が配置された。この様式の城（城壁）のことをカーテンウォール式城郭と呼ぶ。ここに至り天守塔（キープ）の軍事的意味は消滅し、強固な城門であるゲートハウスがその役目を担うことになった。
このほか、中世には橋の防衛のための橋塔、城門を一体化したゲートタワー、居住空間を包含した小型の城タワー・ハウスなども建てられた。また、防衛用の塔の中には牢獄として使われた牢獄塔（Prison tower）や、弾薬を保管する火薬塔（Powder tower）として使われるものもあった。
14世紀頃に中国から伝わった黒色火薬の製造技術が大砲の製造を可能にした。15世紀中頃からは高炉技術の普及で鋳鉄を用いた「中型・小型の大砲」が大量生産されるようになる。15世紀の砲弾には炸薬や信管はなかったが、初速が大きく水平に近い軌道で飛ぶ砲弾の破壊力は大きかった。高い建造物は大砲の標的となったため城壁は高さよりも厚さを重視するようになり、さらに地下に掘り下げて建設され地上からはその姿を見いだせないような要塞型の城となっていく。防衛施設としての塔は意味を成さなくなり、以後は国境から遥かに離れた安全な地に防衛機能より居住性や壮大さや豪華さを重視した王侯貴族の居城（邸宅）の一部として塔建築が存続していくことになった。

### キリスト教の浸透からゴシック期までの塔

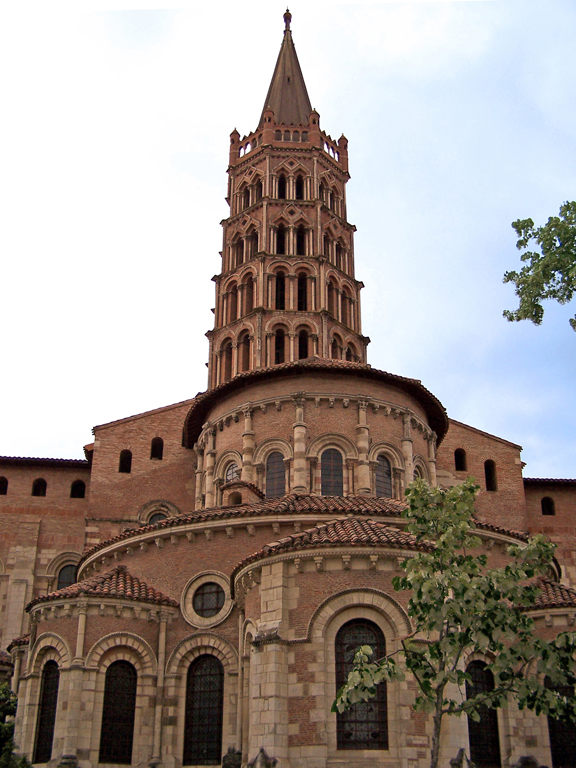
サン・セルナン教会（11- 13世紀）

古代ローマ時代から中世初期において軍事的性格が中心であった塔は、中世に入るとキリスト教と結びつき、教会建築においても重要な役割を担うようになった。
祈りの時刻など教会が信者に情報を伝達するための手段であった鐘を設置するための「鐘塔」（「鐘楼」とも言う。英語：belfry）が出現した。

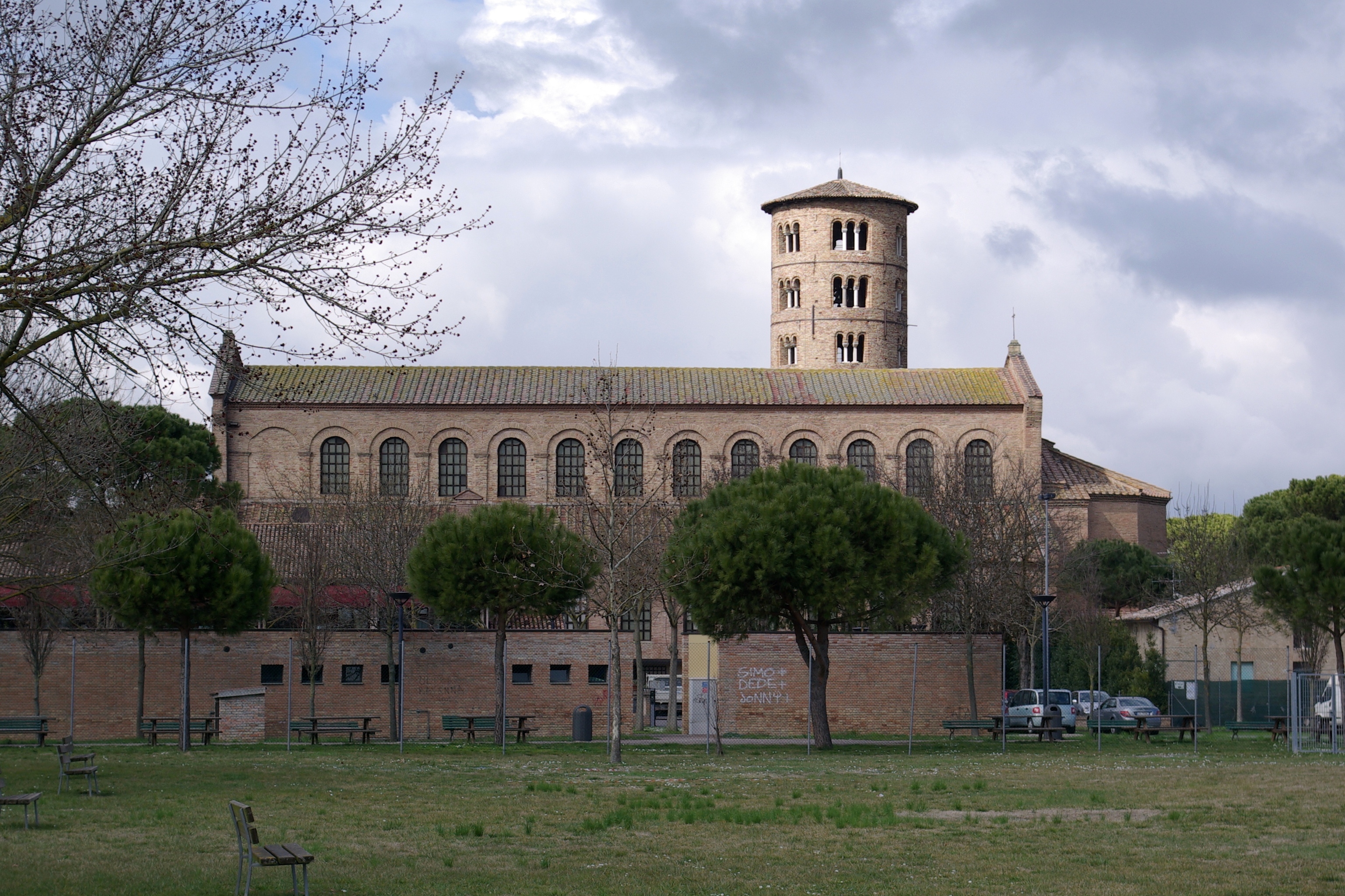
サンタポリナーレ・イン・クラッセ聖堂（530- 550年?）　ビザンティン建築での塔の一例

#### プレ・ロマネスクなど
プレ・ロマネスク期に入って教会建築の基本ができあがったが、「西構え」の構造もこのころに出現した。
教会の入り口は西側を向いているが、西構えとは教会の入り口を突出させた形式であり、ここに塔を配置するものが現れた。
周囲の建造物から独立した塔もあったが、この形式はイタリアで数多く建築された。
ビザンティン建築の教会の形式をよく残すイタリアはラヴェンナのサンタポリナーレ・イン・クラッセ聖堂（530年～550年?）の鐘塔は、高さ37.5mで10世紀末に追加された。

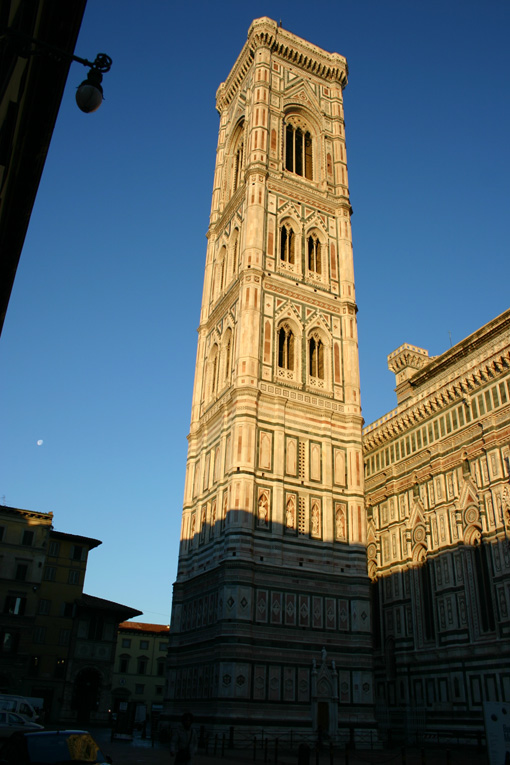
ジョットの鐘楼
（1387年完成）

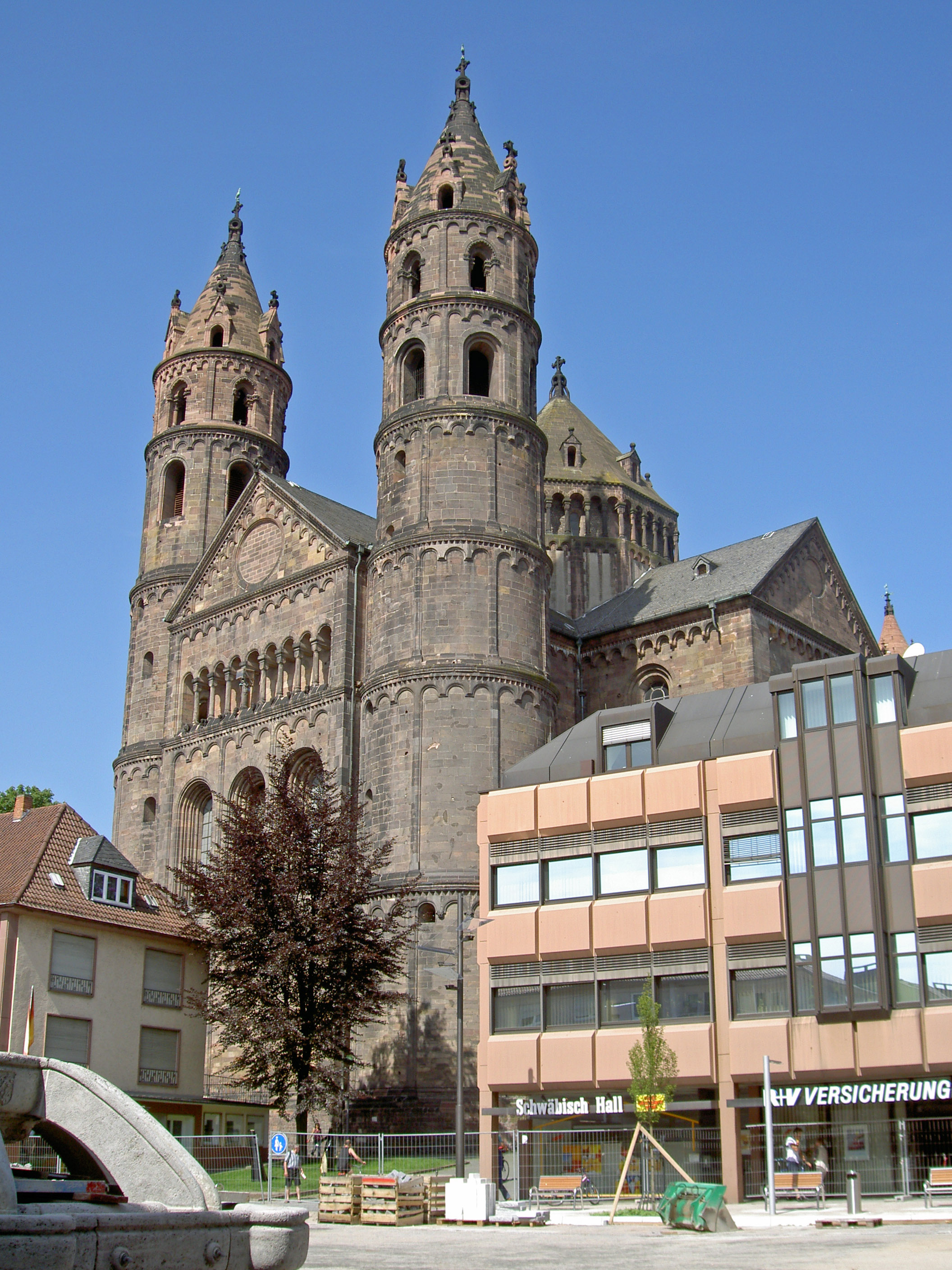
ヴォルムス大聖堂（1171- 1240年?）

#### ロマネスク
ロマネスク様式の独立鐘塔として代表的なものとしてピサの斜塔（1173- 1372年）がある。
ゴシック様式であるが、フィレンツェのサンタ・マリア・デル・フィオーレ大聖堂にあるジョットの鐘楼（1387年完成）も独立した塔である。
建物を十字に交差させ、その交点上に塔を持つ形式のものも登場している。
代表的なものとしは、フランスのトゥールーズにあるサン・セルナン教会（11- 13世紀）や、ベルギーのトゥールネ大聖堂などである。
ドイツのヴォルムス大聖堂（1171- 1240年?）は、交差部分に八角塔が、東西には4つの円塔が建つ。
ドイツのロマネスク建築の一つの到達点とされる。

#### ゴシック

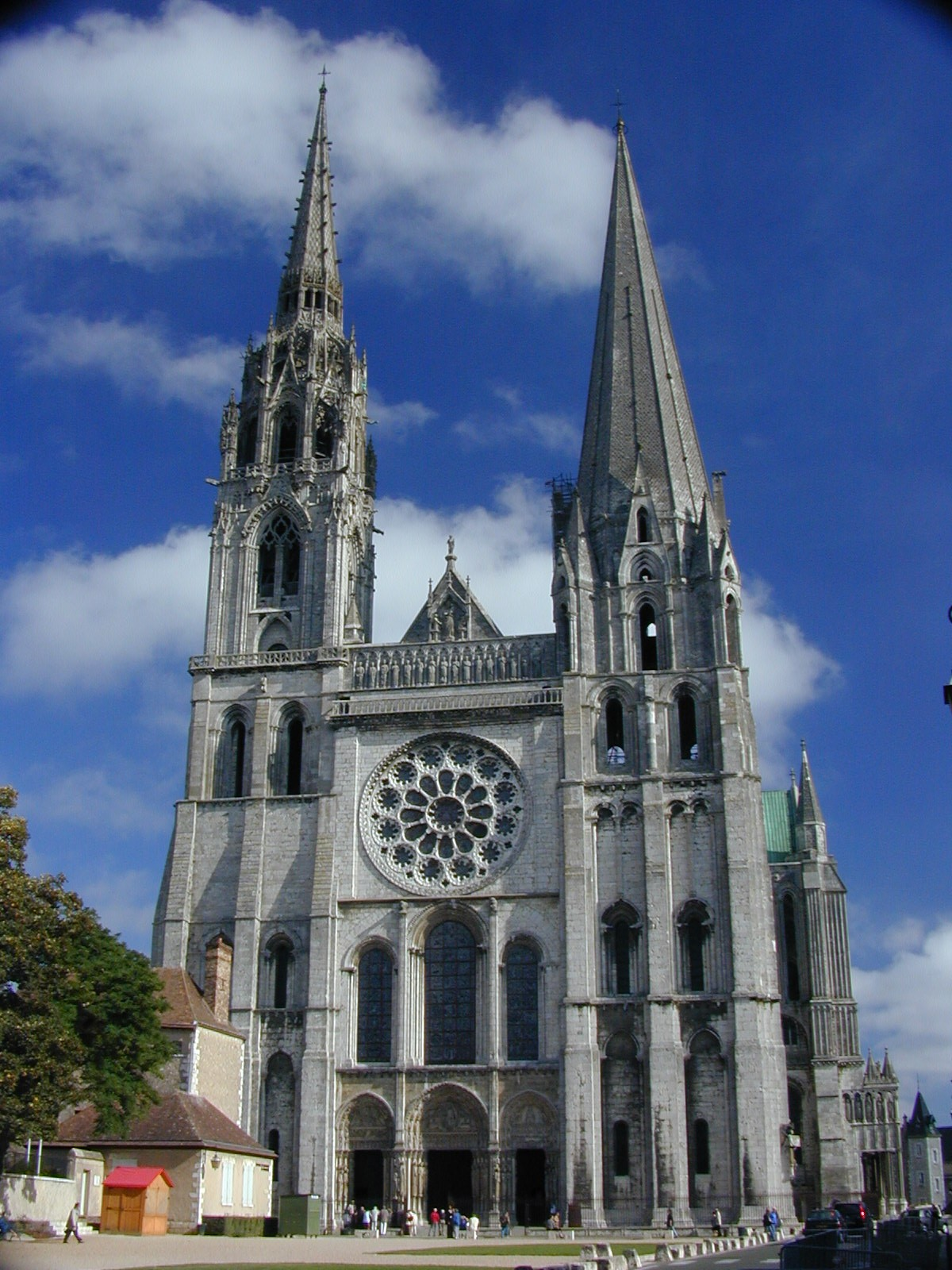
シャルトル大聖堂
（12世紀）　右側が1140年から建つ角錐塔、左が16世紀に建てられた後期ゴシックの塔。

ゴシック期にはさらに塔に注力が注がれ、教会建築として多数の塔がヨーロッパ各地に建設された。
特に西構えに2つの双塔を持つ形式が目立つようになる。
塔は上昇性を強調するような工夫が施された。
塔の開口部分は縦長になり、塔の上部を絞り込んだ尖塔が備え付けられるようになった。
ゴシック様式は、その装飾がキリスト教を視覚的に要約したものともいえるが、塔は天上への掛け橋のイメージと鐘塔としての機能を併せ持った。
またこの時期、ヨーロッパ各地で教会の塔の高さを競う争いも生じた。
双塔の顕著な例としては、フランスではノートルダム大聖堂（パリ大聖堂）・アミアン大聖堂・ラン大聖堂・ランス大聖堂・シャルトル大聖堂などがある。
シャルトル大聖堂のファサードの右側が1140年から建つロマネスク様式の角錐塔、左が16世紀に建てられた後期ゴシックの塔が建てられた。
ストラスブール大聖堂（1190- 1439年）のファサードは、単塔ながら高さ142m。
赤色の砂岩で造られており、独特の印象を与えている。
ドイツのゴシック期の教会塔としては、ケルン大聖堂（1248- 1880年）やウルム大聖堂（1377- 1890年）などが著名である。
ケルン大聖堂は双塔形式でその高さは157mに達した。
さらに、ウルム大聖堂の西構えの塔は161mでゴシック期で最も高い。
また、ミラノ大聖堂（1386年-1813年）の場合、高い塔は存在しないものの、135基のピナクル（小尖塔）が設けられた。
一方フランスでは、巨大化するゴシック様式の建築に反発するかのように「レイヨナン式」と呼ばれる小規模な聖堂も出現した。
パリのアルビ大聖堂（1282年-1385年）はその一例であるが、ここでも高い塔が確認できる。
キリスト教における宗教建築としての塔とは別に、世俗的な塔の建設も目立った。

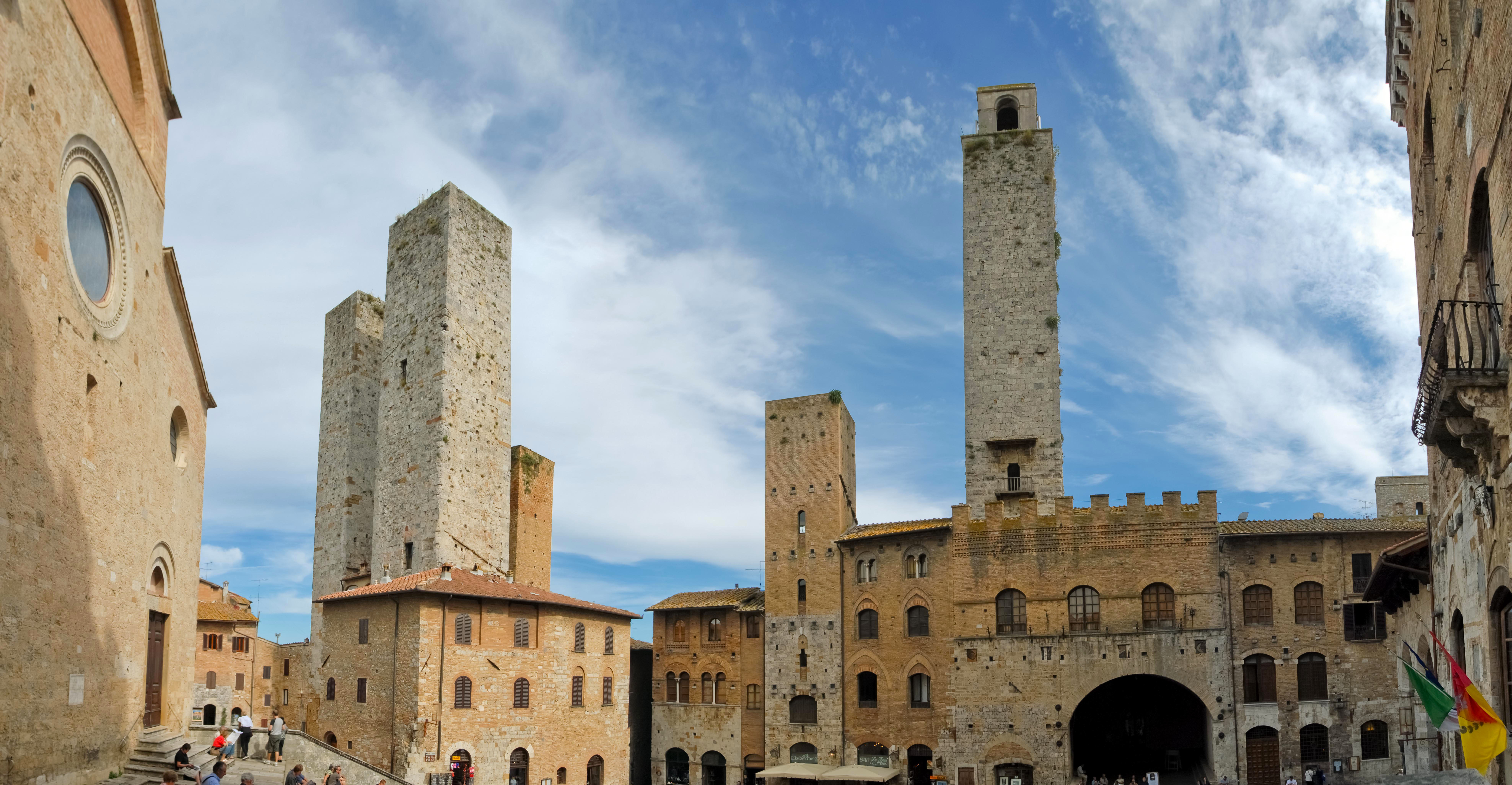
サン・ジミニャーノ
12世紀から14世紀にかけて建設が競われた。

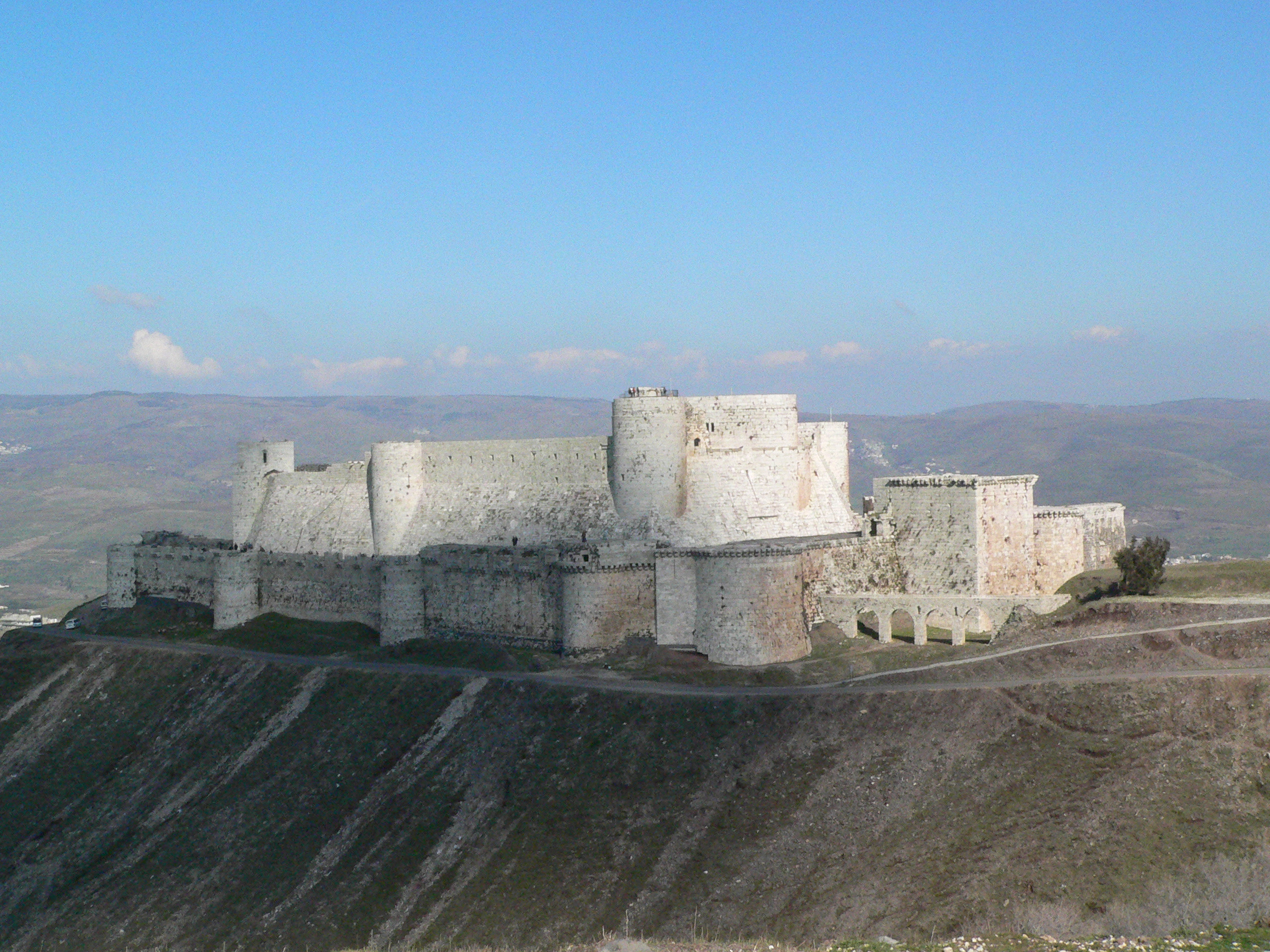
クラック・デ・シュヴァリエ
12- 13世紀初頭、十字軍によって築かれた城。現・シリア。

イタリアのサン・ジミニャーノは、丘の上にある塔の町である。
貴族が教皇派と皇帝派に分かれて競い合い、互いに権力を誇示するため、次々に塔を建設していった。
最盛期にはその数72という乱立ぶりであったと伝えられる。
やがて町そのものの勢いが衰え、塔は数を大きく減らしたが、それでもなお多くが後世に残された。
この塔の立ち並ぶ景観は「サン・ジミニャーノ歴史地区」として世界遺産に登録されている。
当地の場合、軍事目的や宗教的意義をもって塔が築かれていたわけではない。
世俗的なシンボルとして塔の建設競争が繰り広げられたという点で、他にはない独自性を持っている。
ベルギーのフランデレン地域とワロン地域では、自治権を獲得した都市が街の広場の中心に教会とは独立して鐘塔を建設していった。
「ベルギーとフランスの鐘楼群」として世界遺産にも登録されている。
他方、軍事目的をもって築かれた城塞にも特徴的な塔が造られた。
十字軍が建設したクラック・デ・シュヴァリエ（12- 13世紀初頭）を始め、フランスのガイヤール城（1196年）やクシー城なども代表的なものとして挙げられる。

### ルネッサンスからバロック期の塔

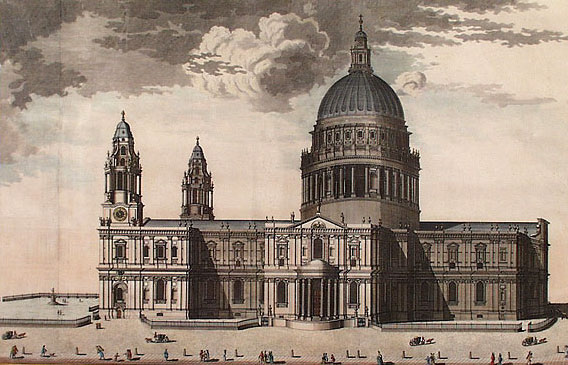
セント・ポール大聖堂（1710年）

ルネッサンス時代のイタリアの建築家は、反ゴシックを鮮明に打ち出した。
塔よりも安定感のあるドームを重視している。
鐘塔の設置はあったが、あまり高さに注力しなくなった。
しかし、バロック様式では再び塔が見直され、教会のファサードに2つの塔が配置されたものが流行した。
この双塔形式の教会建築は、バロック期にヨーロッパ全域に拡がりを見せたほか、スペインが植民地化したラテンアメリカの各地にも数多く建設された。
バロック様式の塔としては、スペインのサンティアゴ・デ・コンポステーラの大聖堂（1750年）、イギリスはロンドンのセント・ポール大聖堂（1710年）など、多数の例を見ることができる。

## 東洋の塔
言語学的知見からすでに紐解いたように、stupa、すなわち、何かを「積み上げること」とそのようにして造られた「土の塚」が、東洋の「塔」の文化的起源の主体である。
つまり、塔は元来、盛り土による塚のことであった。
もっとも、古代インドにおける饅頭型に盛り上げた土塚 stupa （ストゥーパ）の民俗学的起源などについては、いまだ詳らかにされていない。

### 仏塔と仏舎利塔
この習俗は初期仏教にも容れられ、釈迦や聖者に縁（ゆかり）の品、遺体の一部（遺骨〈舎利〉、遺髪、歯など）といった、いわゆる聖なる記念品や遺品・遺物を土中に埋め、盛り土をした上で日干し煉瓦で周りを囲う建造物として始まっている。
釈迦の存命中、すでにそのようなかたちのストゥーパが造られていたことが、『十誦律』の56巻に記されている。
造営したのは長者スダッタで、釈迦が諸国を遊行（ゆぎょう）する間、供養する機会を失う我が身を嘆き、せめて身近に縁の物を置かせてほしいと願い出て爪と髪を授かり、これらをストゥーパに納め、爪塔・髪塔として崇めたと伝えられる。
また、釈迦が入滅したのち、遺骨の所有を巡って有力者間で争いが起こったが、バラモン僧ドローナ（ドーナ）の仲介によって武力衝突は避けられ、遺骨は8つに分けてそれぞれが供養することとなった。遅参したモーリヤの一族には遺灰が譲られ、分配者ドローナには分配に用いた瓶が与えられた。
このようにして、10のストゥーパが、歴史的に間違いないとされる最初の「仏舎利塔」として各地に建てられることとなった。

### 東アジアの仏塔

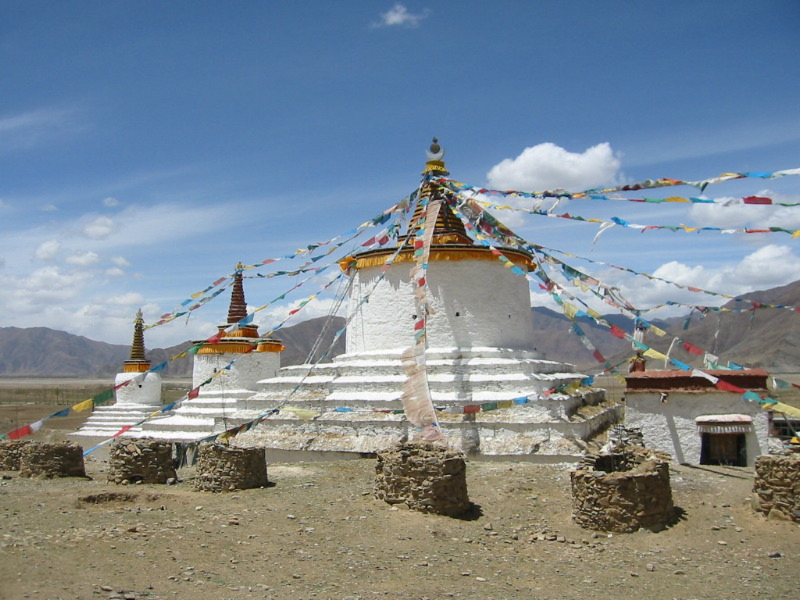
チベット、ラサの仏塔（チョルテン）

中国での仏塔の建立は、三国時代（3世紀頃）に始まる。
ここでは中国古来の楼閣建築の影響を受けて、インドのストゥーパとは大きく異なる重層の高層建築物として発展していった。
しかしこの文化圏、中国とその強い影響下にあった東アジア文化圏（朝鮮・日本・その他、および、ここでは便宜上チベットなども含む）では、造形面での大きな変容とは対照的に、遺物を納める「器（うつわ）」としての仏塔の位置づけは踏襲されており、それも特色の一つである。

### 日本の仏塔

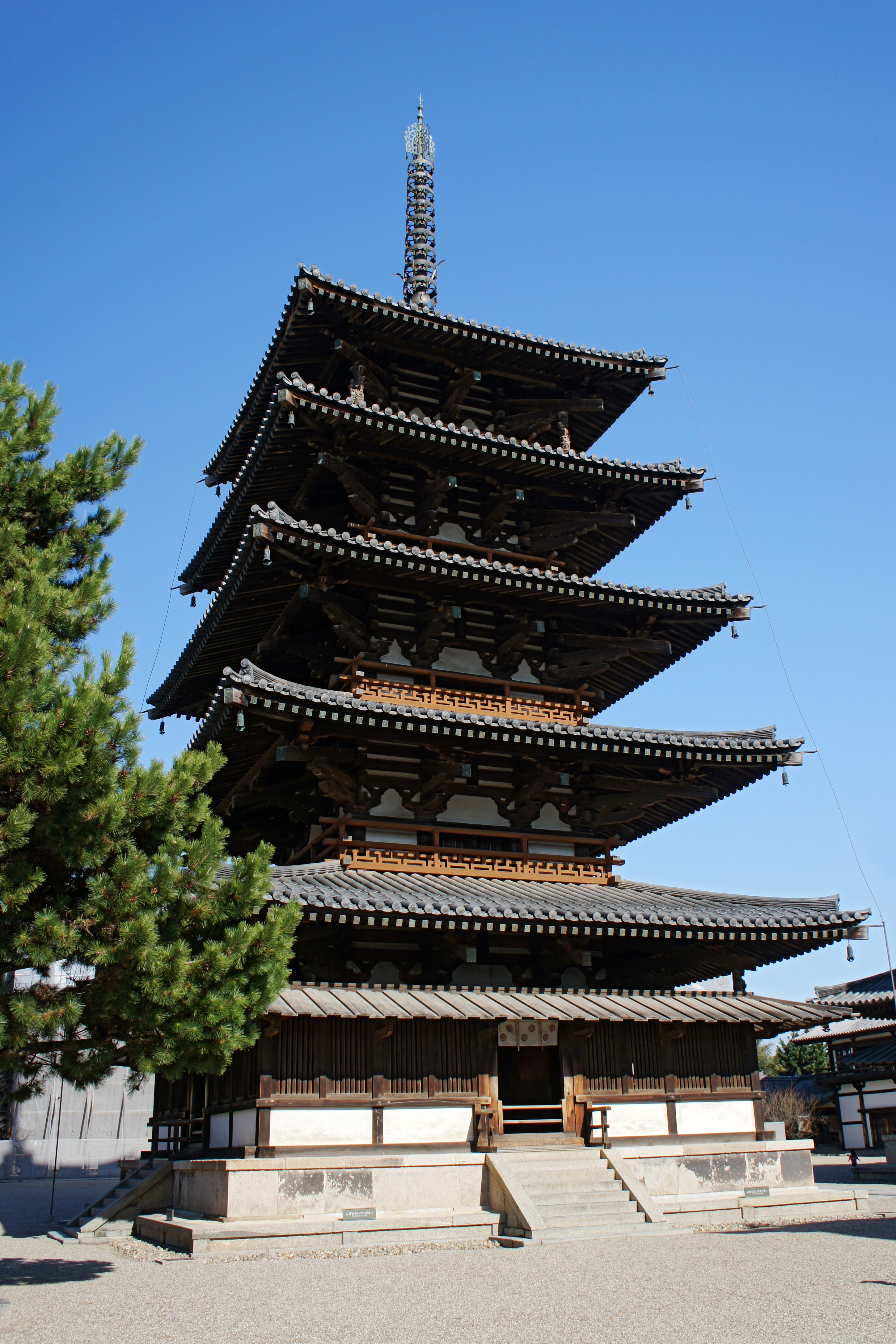
法隆寺の五重塔（6- 7世紀、建立）　現存する木造塔として日本最古

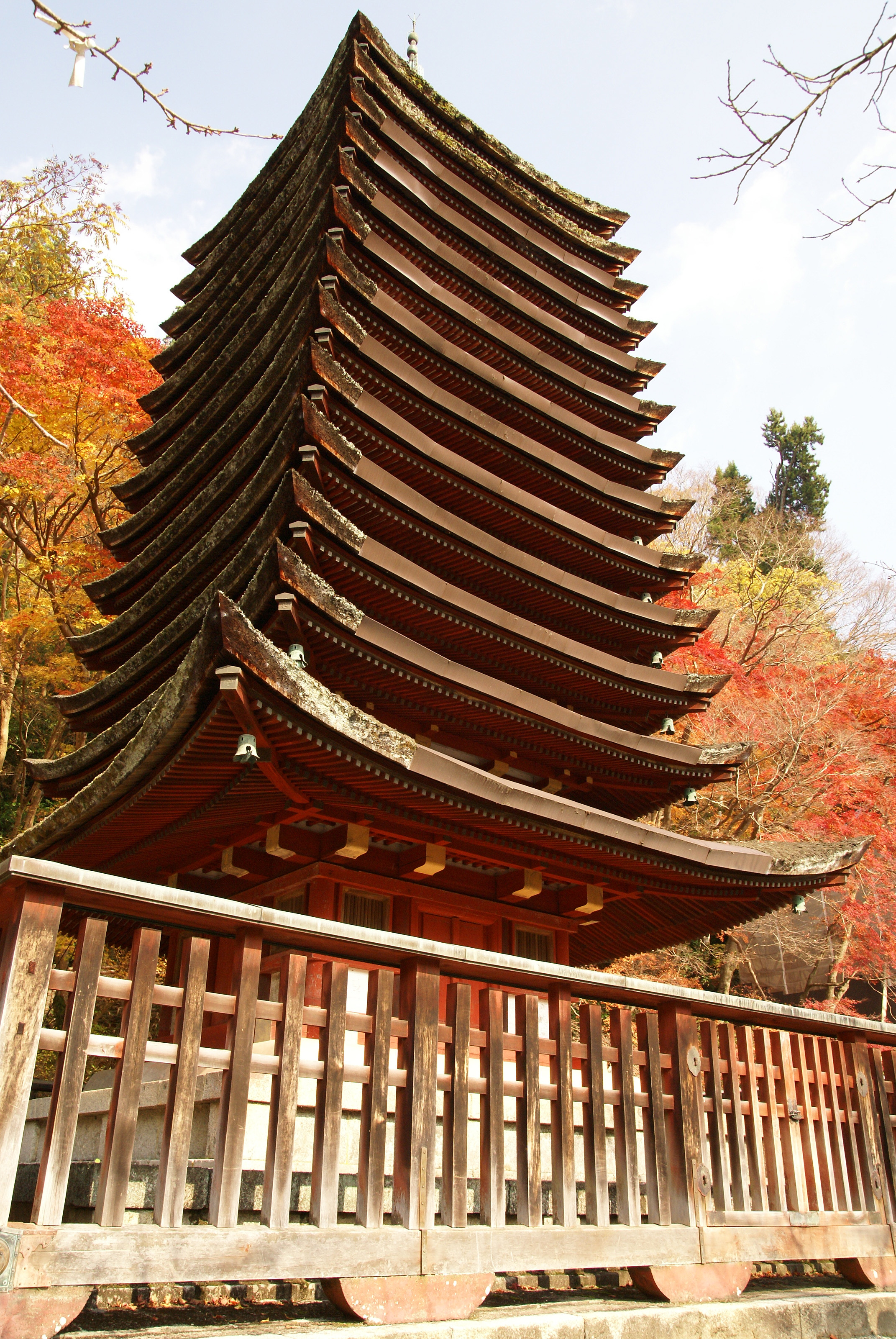
談山神社の十三重塔（1532年頃の造営）

すでに述べたように、「塔」の字は元々は仏寺にあるものを指す言葉であった。
さらに、日本最初の本格的な仏教寺と推定されている飛鳥寺の伽藍（がらん）は、塔を中心とし、その東・北・西に金堂が配置されていた。
しかし、時代が下るに連れて塔は伽藍の前面に置かれるようになっていった。

#### 木造仏塔
木造塔の建築様式としては、大きく分けて「多重塔」と「多宝塔」に分けられる。

##### 多重塔
多重塔は、三重塔や五重塔に代表されるもので、平面上から見て四方形（円形や多角形もある）の空間を何層にも重ねたものである。
日本の多重塔の源流は、中国の楼閣であると考えられている。
塔の中心には「心柱」が置かれ、その周囲に柱を配置している。
頂部には「相輪」と呼ばれる銅または鉄でできた小塔が取り付けられた。
塔を支える心柱は、法隆寺の五重塔では地中2mほどに礎石を置き、その上に建っている（掘立て式）。
平安時代に入ると、礎石を地表に置いて、その上に心柱を乗せるようになった（地上式）。
さらに鎌倉時代以降は、心柱を最上層から第二層で止めるようにしたものが目立つ。
京都の海住山寺の五重塔がこの形式の現存する最古のものである。
江戸時代の寛永寺や日光東照宮の五重塔は、心柱を上から吊り下げる構造をとっている。
これは、木材の乾燥に起因した心柱の収縮と他の柱の収縮の差による歪みの発生を抑えるためと考えられている。
五重塔より多層で特に七重以上になると、木造は数が比較的少ない。妙楽寺（現・談山神社）の十三重塔が唯一現存する木造塔である。
752年（天平勝宝4年）、奈良の東大寺に当時最大となる高さ320尺（約100m）の七重塔が東西二基が建設された。何度か消失し、その度に再建されたが、室町時代以降はついに再建されなかった。
また、1392年（明徳3年）には足利義満によって京の相国寺に七重塔が発願され、1399年（応永6年）に完成した。
高さ360尺（109.1 m）に及ぶこの塔は史上最も高かった日本様式の仏塔であるが、わずか4年後に落雷によって炎上。再建を目指した義満が急死した後、息子足利義持が跡を継いで再建。応仁の乱も乗り越えて1470年（文明2年）10月3日の火災によって焼失するまでの数十年間、京の都を見下ろし続けた。。
なお、法勝寺の八角九重塔は高さ840尺（約250m）と伝えられるものの、その信憑性は低いと言わざるを得ない。

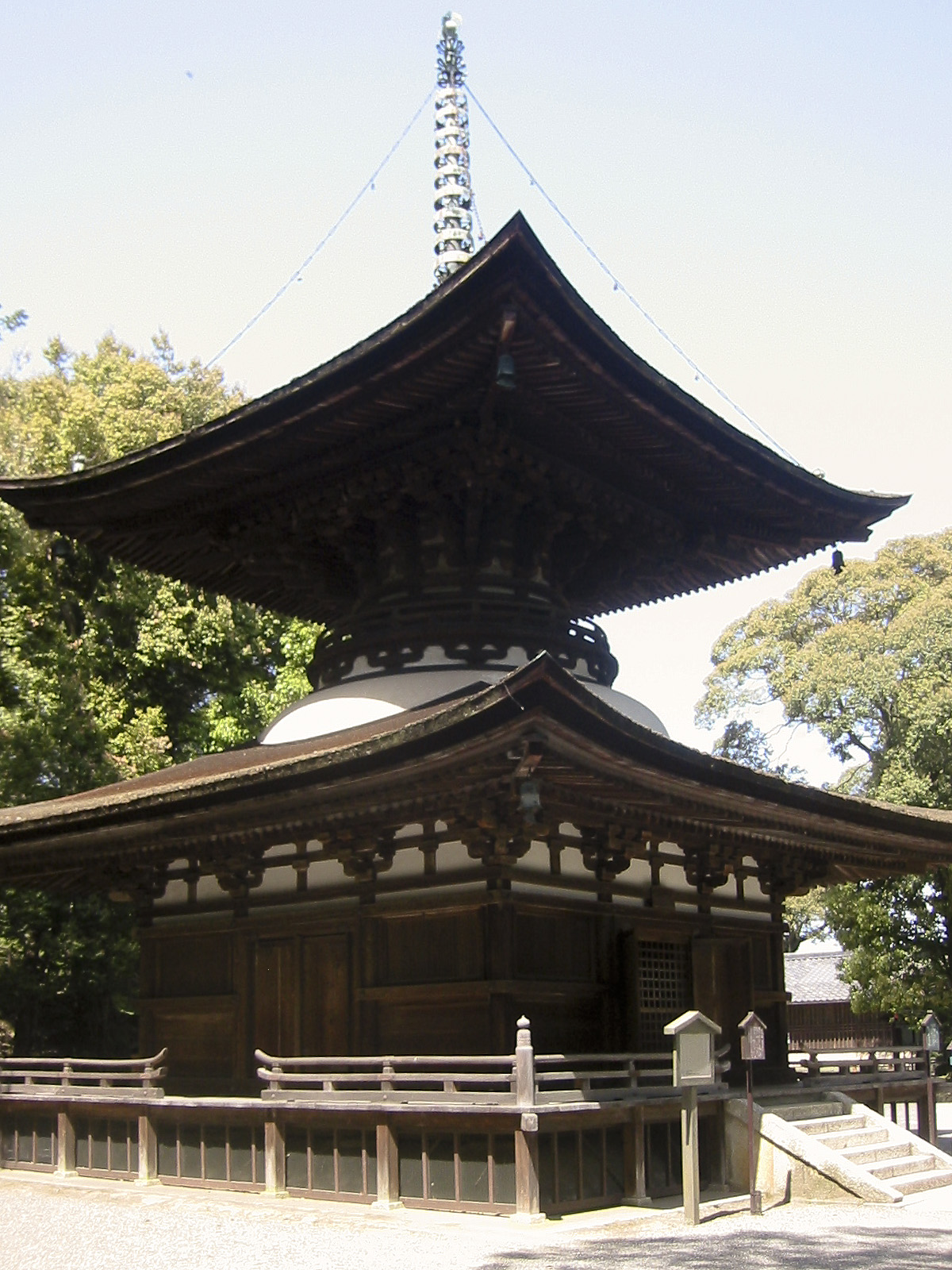
石山寺の多宝塔
（1194年落成）

##### 多宝塔
多宝塔は本来、多宝如来と釈迦如来の2つの仏像を安置した塔のことである。
木造の他に石造のもの（長野の常楽寺多宝塔など）も存在する。
通常、一層目が方形で、二層目が円形をした二層形式のものが一般的であるが、その外観は一定していない。
中国では三層式が多く、日本でも六角三重塔のものが存在していた。
二層目の円形部分を支える柱を第一層にまで伸ばしたものを大塔形式と呼び、多宝塔と区別する場合もある。
空海が建立した高野山大塔（810年頃か）が最初と言われる。
石山寺の多宝塔は、鎌倉時代の1194年建立で、現存する木造多宝塔のなかで最古のものである。
根来寺の多宝塔（大塔）は高さ約36m。
現存する日本最大規模の多宝塔であり、唯一現存の大塔形式でもある。

#### 石造仏塔

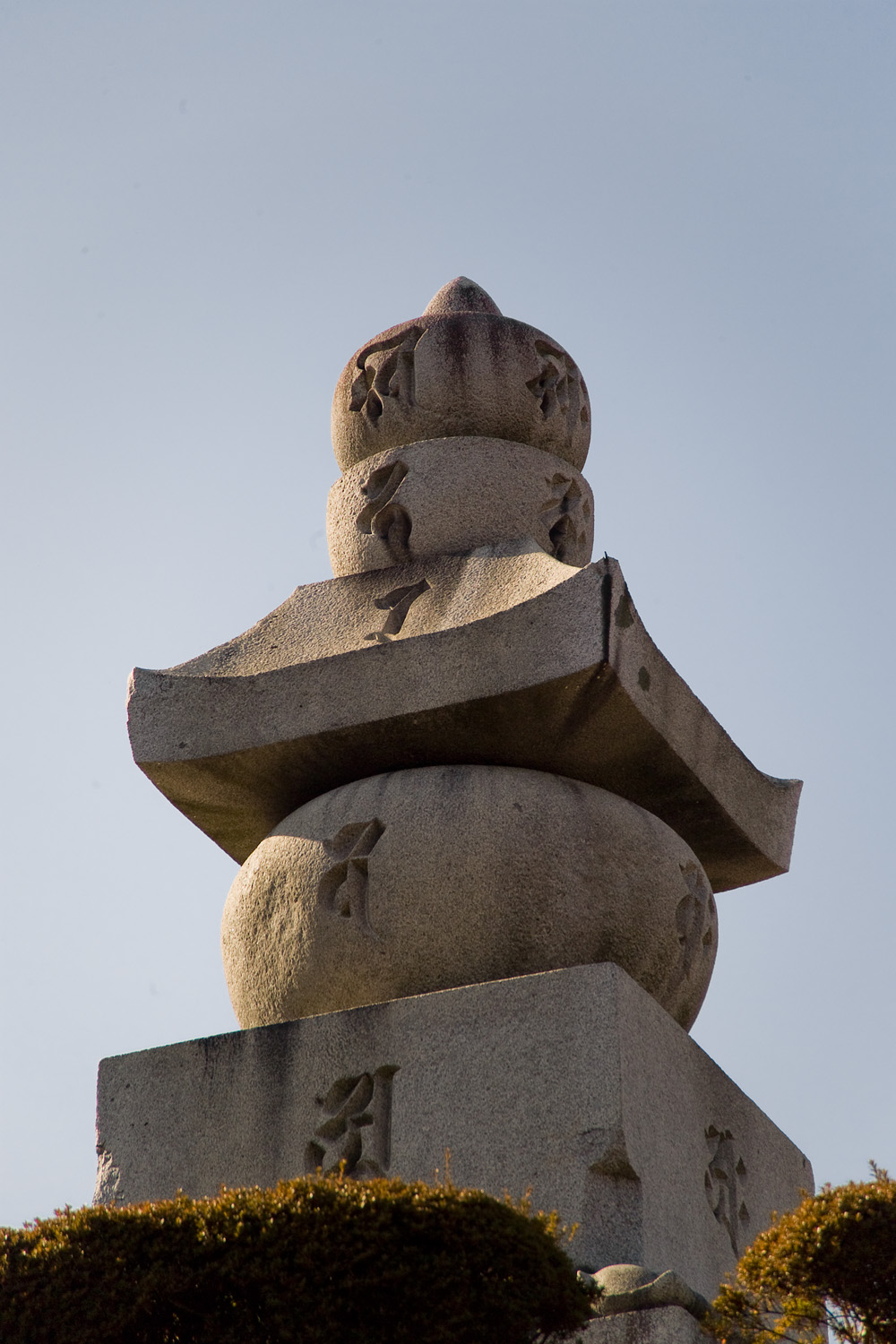
耳塚の五輪塔

五輪塔（ごりんとう）は、密教での五大、すなわち地・水・火・風・空を体現した塔である。
日本独自の仏塔で、墓碑や供養碑としても広く使われている。
無縫塔（むほうとう）は、塔の最上部を楕円形に造った塔のことであり、縫い目がないことからこの名前が付いたといわれる。また、この形状から卵塔（らんとう）と呼ばれることもある。中国唐代の発祥で、日本に伝えられたのは鎌倉時代であったと考えられている。
宝篋印塔（ほうきょういんとう）は、陀羅尼（だらに）と呼ばれた呪文を納めておくための塔であった。のち、墓碑や供養碑などに使われるようにもなった。法隆寺の絵にも描かれているため、古くから日本に伝えられていたものと考えられる。平安時代には木造の塔に陀羅尼を納めることもあったようであるが、鎌倉時代には石造に変わった。
題目塔（だいもくとう）は、南無妙法蓮華経と刻まれた、鎮魂を目的とする供養塔である。

### 東南アジアの仏塔
東南アジア文化圏では、元来のストゥーパはほぼ忠実に引き継がれ、中世時代の石造寺院の中核をなした。
しかしその一方で、造形面を見れば比較的原形に近いものの本質的に全く違った、パゴダの様式も生み出された。これは遺物を納める「器」ではなく、釈迦が住む「家屋」であり、信者が出入りする建築物に変化している。パゴダは英語では「仏塔」を指す語として広く用いられている（cf. en:pagoda）。

## 近現代の塔
近現代の塔は宗教塔や記念塔を除いて実用的な目的を帯びるようになった。塔はその目的により、展望塔、監視塔、管制塔、広告塔、照明塔、通信塔、無線塔、テレビ塔、給水塔、吸気塔、排気塔、冷却塔、送電鉄塔、煙突など特定の限定された機能をもつものが多くなった。
しかし、エッフェル塔のように塔の存在は象徴的な意味を持ったり、さらに象徴性が増幅された例が多くみられる。

### 様式

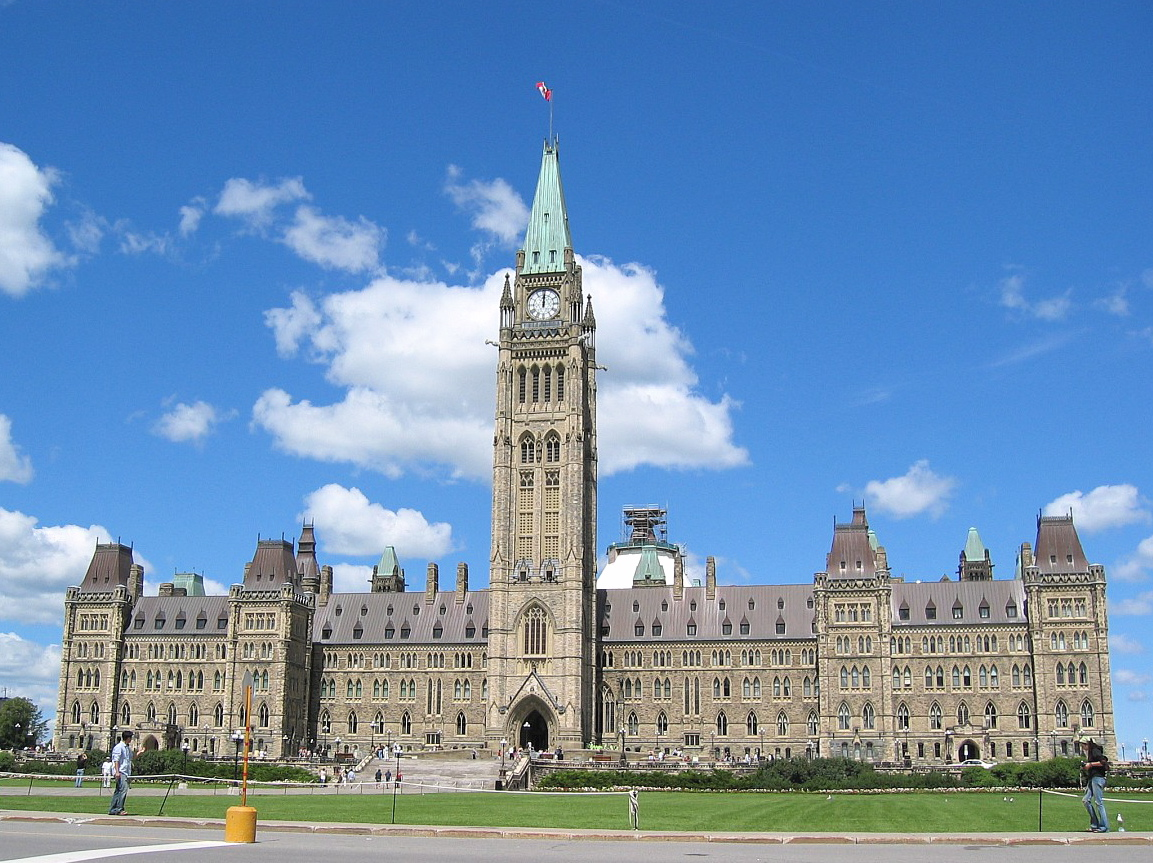
カナダ国会議事堂（1865- 1927年の作）　火災の後に再建

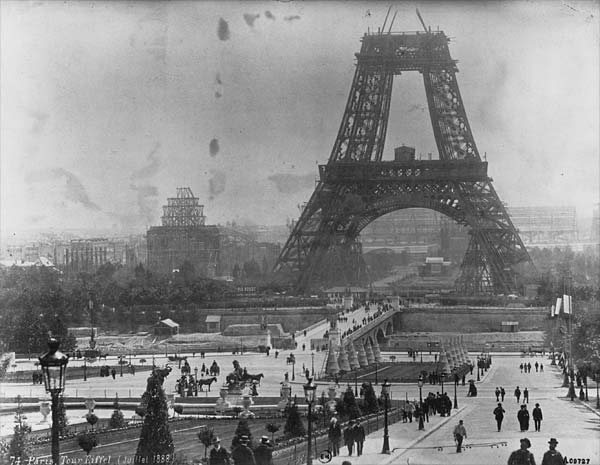
建設中のエッフェル塔
（1889年完成）

19世紀に入るとイギリス発でゴシック・リヴァイヴァル運動が興り、そびえ立つ塔もまた見直される時代となった。とはいえ、従来のような鐘塔ではなく、近代的合理性の象徴とも呼ぶべき時計塔がそれに取って代わり置かれるようになった。

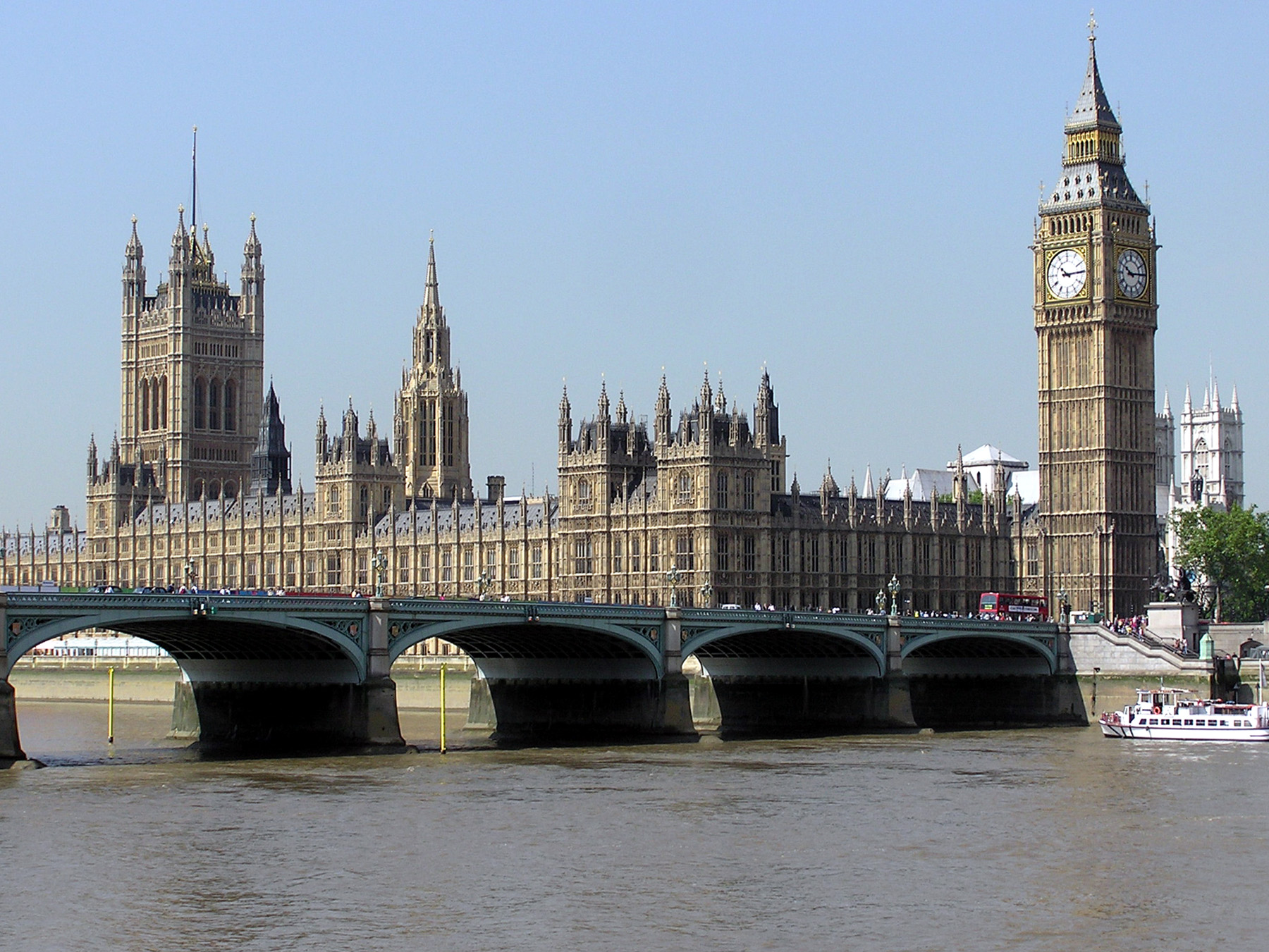
イギリス国会議事堂（1847- 1860年完成）
向かって右がビッグ・ベン、左がヴィクトリアタワー

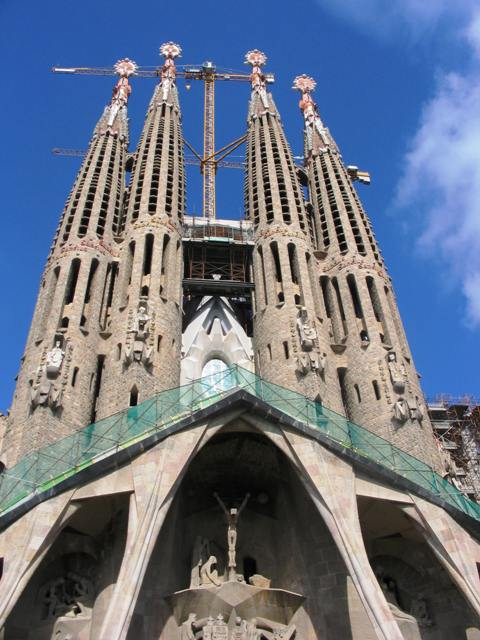
サグラダ・ファミリア（1882年 -　）　アントニ・ガウディ作

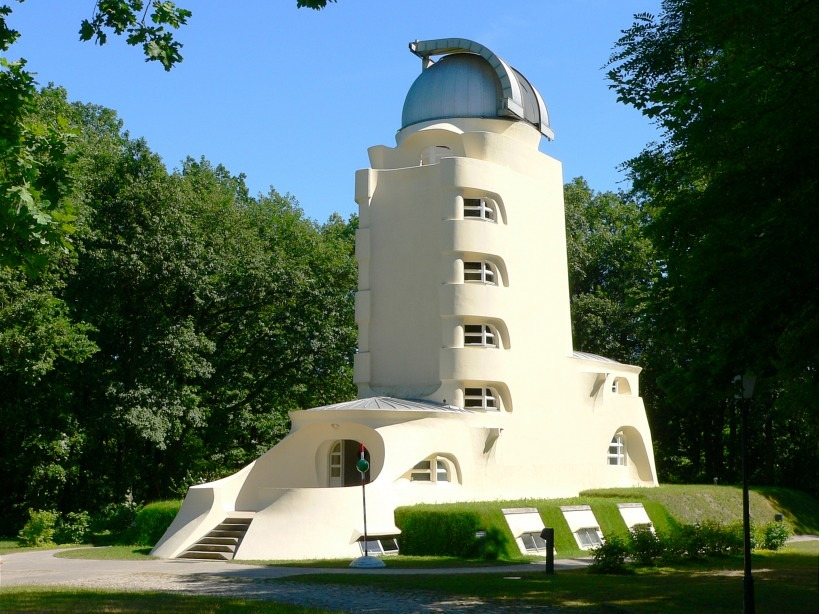
アインシュタイン塔
（1920- 1924年）
エーリヒ・メンデルゾーン設計

1836年に再建が始まったイギリス国会議事堂（ウェストミンスター宮殿）には、高さ97mのビッグ・ベンで知られる時計塔、および、110mの高さを持つヴィクトリアタワーが設置された。
アメリカ合衆国では、19世紀から20世紀にかけて各都市にゴシック様式による教会が相次いで建築された。
これらの教会には高い塔が併設された。
ゴシック・リヴァイヴァルをよく表現している例として、カナダのオタワにあるカナダ国会議事堂（1865年～1927年）がある。
この建物は、一度火災により全てを失ったが、その後再建。中央にある塔の高さは約92mである。
アントニ・ガウディの代表作であるサグラダ・ファミリア（1882年 - ）は、当初、東に「生誕の門」、西「受難の門」、 南に「栄光の門」の3つのファサードにそれぞれ4つの尖塔、計12の塔を持たせる計画であった。
現在完成しているのは「生誕の門」で、塔の高さは92mである。

### 技術
近代の塔の出現は産業革命による新しい製鉄法と新しい架橋技術がなければ訪れなかっただろうといわれている。
近代になって建築に取り入れられるようになった素材、すなわち鉄・ガラス・コンクリートは、塔にも新しいスタイルを与えた。
土木分野の技術革新では橋のほうが先行しており、架橋技術は18世紀末に鋳鉄アーチ橋が各地に建設されるようになるとライズ（アーチの頂点からアーチの両端を結ぶ鉛直距離）の大きい組積アーチの歴史は終焉を迎えた。しかし、鋳鉄はもろく引っ張りに弱いためトラス橋の落橋事故が相次いで発生した。真の鉄橋の時代は錬鉄が生産されるようになってから本格化し、メナイ吊橋やブリタニア橋などの建設での鉄の材料試験や箱桁の模型実験などが行われた。さらに1851年の大英博覧会では鋳鉄トラス構造物の「クリスタルパレス」が発表され建築分野に本格的に鉄の時代が到来した。1860年にベッセマーが転炉法を発明すると良質の鋼材が大量生産されるようになり、製鉄法や架橋技術の進歩とともに記念塔の構想が次々に発表されるようになった。
エッフェル塔（1889年）は、鉄骨による300mの塔としてフランスのパリ市内に建設された。
この塔は第4回万国博覧会のモニュメントも兼ねて設計されたが、パリの美観を損ねるとして建設当初は不評であり、パリの芸術家から抗議がなされた。
しかし、時代を経るごとにパリのランドマークとして認知されるようになっていった。
エーリヒ・メンデルゾーンの処女作で、ドイツの表現主義の特徴を色濃く出したドイツのポツダムにあるアインシュタイン塔（1920- 1924年）がある。
この塔は文字通り相対性理論を実測検証のための施設で、鉄筋コンクリート造に見えるが構造はレンガ造である。
ドイツのダルムシュタットに建てられたヨゼフ・マリア・オルブリッヒ設計のルートヴィヒ大公結婚記念塔（1908年）も、頂部に手をイメージした丸い屋根を持つ特異な形状をしている。
オーギュスト・ペレの作であるフランスのデュ・ランシーのノートルダム教会（1924年）も鉄筋コンクリート製。

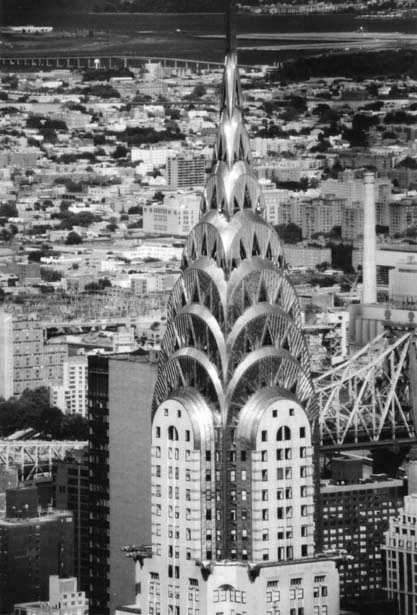
クライスラー・ビルディング（1928- 1930年）　完成後に世界一を奪還するため、36mの尖塔を追加した。

コンクリート剥き出しの塔が特徴的である。

### 20世紀以降
20世紀初頭の塔の建築には技術的に注目される提案がある一方で荒唐無稽な計画案もみられた混乱の時期といわれている。
19世紀末に発明されていたエレベーターは、高層建築の居住性を大幅に改善した。
1900年代に入ってニューヨークでは、第一次世界大戦による好景気で高層ビルの建築ラッシュが訪れた。
その嚆矢（こうし）となったのは、キャス・ギルバート設計のウールワースビル（1913年）である。
先述したイタリアのサン・ジミニャーノと同様、ここでもまた、相次いで世界一の高さを目指す競争が発生し、摩天楼（skyscraper）が出現した。
クライスラー・ビルディング（1928- 1930年）は、高さ283mでアメリカのアールデコ様式の完成形として評価された。
しかし、ビル完成直後にウォールタワーに世界一の高さを奪われた。
このため、36mの尖塔を追加してその座を奪還した。
世界恐慌の発生により、エンパイア・ステート・ビルディング（1930年）の完成をもって摩天楼の高さ競争は終止符が打たれた。
ソビエト連邦においてもまた、高さへ強調を試みる権威的な建築様式が発生している。
第二次世界大戦を前後して興ったソ連のゴシック・リヴァイヴァルは、スターリン様式（スターリン・ゴシック様式）とも呼ばれた。
1930年代から計画されていたソビエト宮殿は高さ415mでエンパイア・ステート・ビルディングを抜いて世界一になることを目指していた。
この宮殿を中心に、周囲にセブンシスターズと呼ばれる高層ビルを配置した都市設計が行われた。
ソビエト宮殿の建築は見送られたが、周囲の高層ビルは予定通り建設された。
これらのビルは高さを強調するように最上部に尖塔が設けられた。
モスクワ大学本館（1953年）とホテル・レニングラード（1953年）が代表的である。
20世紀にはRC構造のコンクリートの塔も実用化された。
第二次世界大戦後、1970年代にワールドトレードセンター・ビル（世界貿易センター・ビル）、シアーズ・タワー（現ウィリス・タワー）など、アメリカ以外でも世界各国に超高層ビルの建築ラッシュとなった。
1990年代以降は、東南アジアや中国などで超高層ビルの建築が活発化している。

## ギャラリー
|  |  |  |  |  |

## 塔と安全性

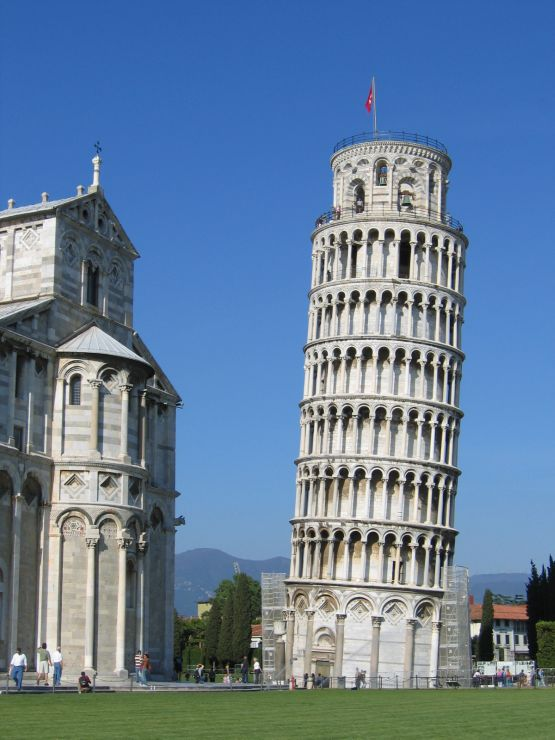
ピサの斜塔（1173- 1372年）

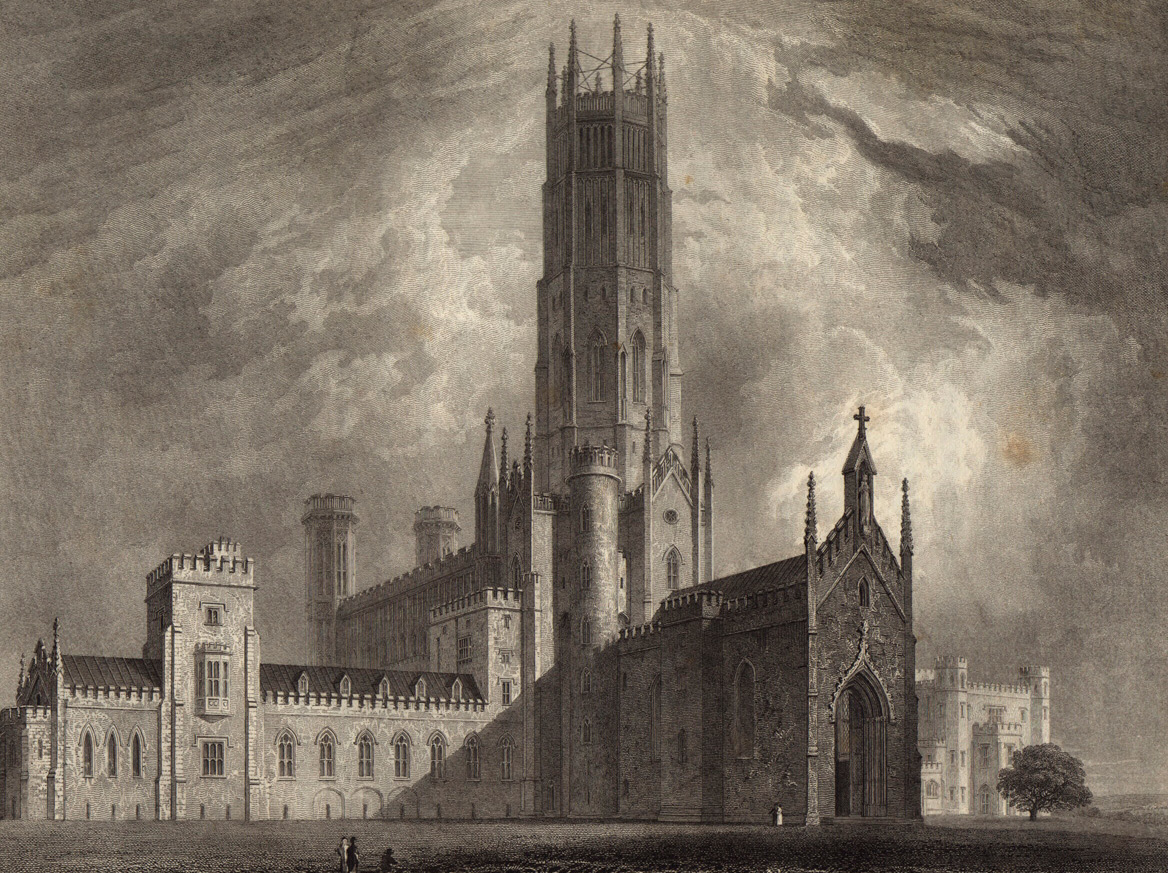
フォントヒル修道院（1776- 1812年）。塔は2回崩壊した。

塔はその高さのため、外部要因による思わぬ副作用や倒壊などの危険性をはらむ。

### 構造的欠陥

#### ピサの斜塔
1173年に着工のピサの斜塔（イタリア）は、地盤の弱い場所に建てられたことに原因し、建設途中に早くも傾き始めていた。
事態を受けて施工プランは変更を余儀なくされ、塔の高さは当初の予定の半分になったものの、工事が中止されることはなかった。そうして1372年、不等沈下の最も顕著な例として世界にもまれなかたちで落成を見た。

#### ボーヴェ大聖堂
フランスのボーヴェ大聖堂（1225年 - 1300年頃）は高さ153 mという塔の建設に挑戦した。
しかし、完成して10年後に塔は自然崩壊している。

#### フォントヒル修道院
また、イギリスにおけるゴシック・リヴァイヴァル建築の先駆けであるウイリアム・バックフォード作のフォントヒル修道院（1776- 1812年。右の画像を参照）は、90 mの高さを持つ塔が予定されていた。しかし、工事中に塔は崩落し、バックフォードは設計ミスを認めた。結局、規模を縮小して完成を見たが、それも1825年に崩壊し、再建されることはなかった。

### 地震

#### アレクサンドリアの大灯台
先述したが、古代エジプトにあったアレクサンドリアの大灯台は14世紀頃の地震により崩壊している。
ただしこれは、1000年余の長きを耐えてのちのことであった。

#### 柔構造
一方、日本の五重塔は地震で倒壊したという例をほとんど見ない。
これは、塔の各層が強固に結合していない、いわゆる「柔構造」を採っているため、地震の揺れに強い（対応力がある）ものと考えられている。

### 飛行機の衝突

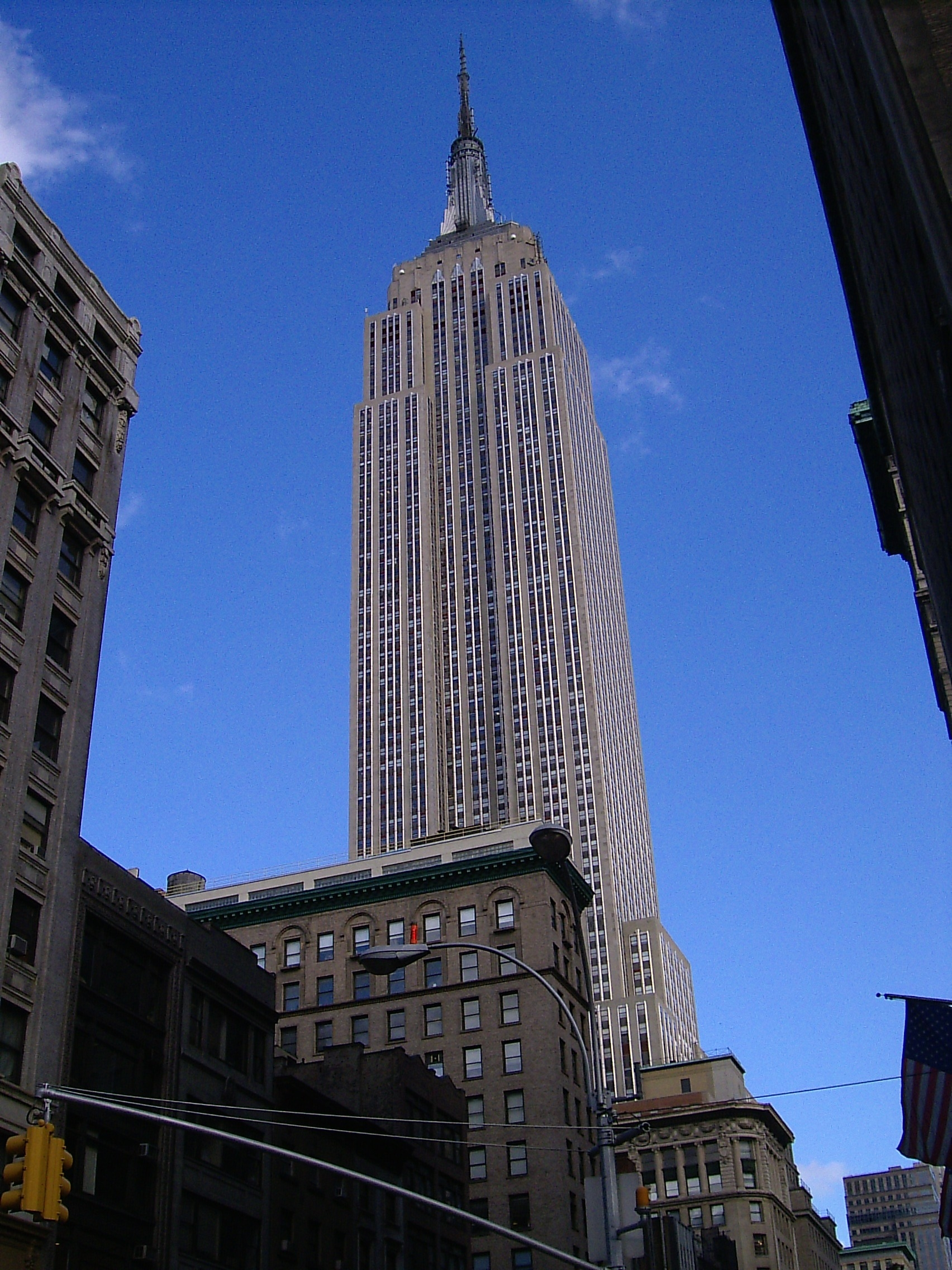
ニューヨーク、エンパイア・ステート・ビルディング（1930年）
1945年に軍用機が衝突したが、建物はそのまま使用されている。

衝突の予防設備として、航空障害灯の設置がある。
日本の場合、航空法で地上面から60m以上の建物には航空障害灯の設置が義務づけられており、さらに鉄塔のような骨組み構造の構造物に関しては、点滅するランプなどによる昼間障害標識の設置も必要となる。

#### エンパイア・ステート・ビルディング
エンパイア・ステート・ビルディングは、1945年7月28日にアメリカ空軍の中型爆撃機 B-25 が79階に衝突する事故が発生した。原因は、濃霧による視界不良であった。B-25は目的地のニューアーク空港に向かっている途中で残りの燃料が少なかったこともあり、建物への被害が少なかった。
エンパイア・ステート・ビルディングが完成したのは1930年であり、航空機の衝突は設計上まったく想定されていなかった。
この事故を教訓に、高層建築物は航空機の衝突も想定した設計がなされるようになった。

#### ワールドトレードセンター・ビル
2001年9月11日に発生したアメリカ同時多発テロ事件で、2機のボーイング767がワールドトレードセンター・ビルの南棟と北棟に相次いで突入した。
このビルは設計上、航空機の衝突を考慮されていたため、突入直後にはビルの倒壊はなかった。しかし、突入時の構造的ダメージに加え、衝突したボーイング767の残存ジェット燃料による火災で構造部材の強度が著しく低下したことにより、およそ1時間ののちに2棟とも倒壊した。

### 風による振動
塔が高くなると風による圧力も無視できない。また、強度上で風を克服しても、高層建築では強風によって長時間揺れ続けることが問題となった（風揺れとも呼ぶ）。
これに対応するための制振装置の導入も行われている。例えば横浜マリンタワーの最上部には、水槽が設置されている。これは「液体ダンパ」と呼ばれる装置であるが、水槽の中の水が建物の揺れに影響されて振動し、その水の振動が、打ち消すかたちで建物の揺れを抑える方向に働くというものである。